# Lista monumentelor istorice din județul Brașov - B

Simbol pentru monumentele istorice

Lista monumentelor istorice din județul Brașov - B cuprinde monumentele istorice înscrise în Patrimoniul cultural național al României și aflate în localități ce încep cu litera B din județul Brașov.
Lista completă este menținută și actualizată periodic de către Ministerul Culturii, Cultelor și Patrimoniului Național din România, prin intermediul Institutului Național al Patrimoniului, ultima versiune datând din 2015. Această listă cuprinde și actualizările ulterioare, realizate prin ordin al ministrului culturii.
| Cod LMI                                           | Denumire | Localitate                        | Localizare | Datare, Creatori                                              | Imagine               | Erori             |
| ------------------------------------------------- | --- | --------------------------------- | --- | ------------------------------------------------------------- | --------------------- | ----------------- |
| BV-I-s-A-11256 (RAN: 40205.01)                    | Situl arheologic de la Brașov, punct Dealul Melcilor (Schnekenberg) | municipiul Brașov                 | „Dealul Melcilor” („Schneckenberg”), intravilan 45.64639°N 25.61361°E | Epoca bronzului, Cultura Schneckenberg                        | Încarcă foto \| video | Raportează eroare |
| BV-I-s-B-11257 (RAN: 40205.02)                    | Situl arheologic de la Brașov, punct Cartier Noua | municipiul Brașov                 | Cartier Noua, intravilan |                                                               | Încarcă foto \| video | Raportează eroare |
| BV-I-m-B-11257.01 (RAN: 40205.02.01)              | Așezare | municipiul Brașov                 | Cartier Noua, intravilan | Hallstatt timpuriu                                            | Încarcă foto \| video | Raportează eroare |
| BV-I-m-B-11257.02 (RAN: 40205.02.02)              | Așezare | municipiul Brașov                 | Cartier Noua, intravilan | Epoca bronzului târziu, Cultura Noua                          | Încarcă foto \| video | Raportează eroare |
| BV-I-s-B-11258 (RAN: 40205.03)                    | Situl arheologic de la Brașov, punct „Dealul Sprenghi” | municipiul Brașov                 | „Dealul Sprenghi”, „Stadionul Municipal”, „Biserica Sf. Bartolomeu” 45.6606°N 25.5782°E |                                                               |                       | Raportează eroare |
| BV-I-m-B-11258.01 (RAN: 40205.03.04)              | Fortificație medievală | municipiul Brașov                 | „Dealul Sprenghi”, „Stadionul Municipal”, „Biserica Sf. Bartolomeu”, cariera de piatră, intravilan | sec. XIII - XIV, Epoca medievală                              | Încarcă foto \| video | Raportează eroare |
| BV-I-m-B-11258.02 (RAN: 40205.03.03)              | Așezare romană | municipiul Brașov                 | „Dealul Sprenghi”, „Stadionul Municipal”, „Biserica Sf. Bartolomeu”, cariera de piatră, intravilan | sec. II - III p. Chr., Epoca romană                           | Încarcă foto \| video | Raportează eroare |
| BV-I-m-B-11258.03 (RAN: 40205.03.02)              | Așezare dacică | municipiul Brașov                 | „Dealul Sprenghi”, „Stadionul Municipal”, „Biserica Sf. Bartolomeu”, cariera de piatră, intravilan | Latène                                                        | Încarcă foto \| video | Raportează eroare |
| BV-I-m-B-11258.04 (RAN: 40205.03.01)              | Așezare | municipiul Brașov                 | „Dealul Sprenghi”, „Stadionul Municipal”, „Biserica Sf. Bartolomeu”, cariera de piatră, intravilan | Epoca bronzului                                               | Încarcă foto \| video | Raportează eroare |
| BV-I-s-B-11259 (RAN: 40205.04)                    | Situl arheologic de la Brașov, punct „Dealul Tâmpa” | municipiul Brașov                 | „Dealul Tâmpa” |                                                               | Încarcă foto \| video | Raportează eroare |
| BV-I-m-B-11259.01 (RAN: 40205.04.03)              | Ruinele Cetății Brassovia | municipiul Brașov                 | „Dealul Tâmpa” 45.63389°N 25.59222°E | sec. XIII, Epoca medievală timpurie                           | Alte imagini          | Raportează eroare |
| BV-I-m-B-11259.02 (RAN: 40205.04.02)              | Așezare | municipiul Brașov                 | „Dealul Tâmpa” 45.63389°N 25.59222°E | Latène                                                        | Încarcă foto \| video | Raportează eroare |
| BV-I-m-B-11259.03 (RAN: 40205.04.01)              | Așezare fortificată | municipiul Brașov                 | „Dealul Tâmpa” 45.63389°N 25.59222°E | Hallstatt                                                     | Încarcă foto \| video | Raportează eroare |
| BV-I-s-B-11261 (RAN: 40615.01)                    | Situl arheologic de la Bod | sat Bod; comuna Bod               | „Dealul Popilor” („Gorganul de la pod”) |                                                               | Încarcă foto \| video | Raportează eroare |
| BV-I-m-B-11261.01 (RAN: 40615.01.01, 40615.01.06) | Așezare | sat Bod; comuna Bod               | „Dealul Popilor” („Gorganul de la pod”), la cca. 1 km E de sat, pe malul stâng al Oltului, pe o movilă aluvionară 45.7621°N 25.67159°E | Epoca medievală timpurie                                      | Încarcă foto \| video | Raportează eroare |
| BV-I-m-B-11261.02 (RAN: 40615.01.05)              | Așezare | sat Bod; comuna Bod               | „Dealul Popilor” („Gorganul de la pod”), la cca. 1 km E de sat, pe malul stâng al Oltului, pe o movilă aluvionară 45.7621°N 25.67159°E | Epoca romană                                                  | Încarcă foto \| video | Raportează eroare |
| BV-I-m-B-11261.03 (RAN: 40615.01.03)              | Așezare | sat Bod; comuna Bod               | „Dealul Popilor” („Gorganul de la pod”), la cca. 1 km E de sat, pe malul stâng al Oltului, pe o movilă aluvionară 45.7621°N 25.67159°E | Hallstatt                                                     | Încarcă foto \| video | Raportează eroare |
| BV-I-m-B-11261.04 (RAN: 40615.01.04)              | Așezare | sat Bod; comuna Bod               | „Dealul Popilor” („Gorganul de la pod”), la cca. 1 km E de sat, pe malul stâng al Oltului, pe o movilă aluvionară 45.7621°N 25.67159°E | Latène                                                        | Încarcă foto \| video | Raportează eroare |
| BV-I-m-B-11261.05 (RAN: 40615.01.02)              | Așezare | sat Bod; comuna Bod               | „Dealul Popilor” („Gorganul de la pod”), la cca. 1 km E de sat, pe malul stâng al Oltului, pe o movilă aluvionară 45.7621°N 25.67159°E | Epoca bronzului                                               | Încarcă foto \| video | Raportează eroare |
| BV-I-m-B-11261.06 (RAN: 40615.01.07)              | Așezare | sat Bod; comuna Bod               | „Dealul Popilor” („Gorganul de la pod”), la cca. 1 km E de sat, pe malul stâng al Oltului, pe o movilă aluvionară 45.7621°N 25.67159°E | Neolitic                                                      | Încarcă foto \| video | Raportează eroare |
| BV-I-s-A-11262 (RAN: 41364.01)                    | Situl arheologic de la Breaza, punct „La Cetate” | sat Breaza; comuna Lisa           | „Cetate” („La Turn”) |                                                               | Încarcă foto \| video | Raportează eroare |
| BV-I-m-A-11262.01 (RAN: 41364.01.02)              | Cetatea Negru Vodă | sat Breaza; comuna Lisa           | „Cetate” („La Turn”), la 5 km S de satul Breaza, pe un platou de la confluența Văii Pojorâții cu Valea Brescioarei 46.01917°N 24.88556°E | Epoca medievală timpurie                                      | Încarcă foto \| video | Raportează eroare |
| BV-I-m-A-11262.02 (RAN: 41364.01.01)              | Fortificație dacică | sat Breaza; comuna Lisa           | „Cetate” („La Turn”), la 5 km S de satul Breaza, pe un platou de la confluența Văii Pojorâții cu Valea Brescioarei 46.01917°N 24.88556°E | sec. I a. Chr.-I p. Chr., Latène                              | Încarcă foto \| video | Raportează eroare |
| BV-II-a-A-11294 (RAN: 40205.68)                   | Ansamblul fortificațiilor orașului | municipiul Brașov                 | Aleea Brediceanu Tiberiu, str. Șirul Beethoven, Aleea După Ziduri, Bulevardul Eroilor, dealul Warthe, muntele Tâmpa 45.6404°N 25.58568°E | sec. XIV - XVII                                               | Alte imagini          | Raportează eroare |
| BV-II-m-A-11294.01 (RAN: 40205.247, 40205.68.01)  | Latura sud-vestică: Bastionul Țesătorilor - azi secție a Muzeului Județean, Poarta Schei, Poarta Ecaterina, Bastionul Fierarilor - azi sediu al Arhivelor Naționale, curtine (cea interioară parțial înglobată în construcții), Zwingerul Croitorilor          | municipiul Brașov                 | Aleea și Str. Coșbuc George (Bastionul Țesătorilor, dubla incintă fortificată - fragmente), str. Poarta Schei, (Poarta Schei), str. Richter Paul (curtine), str. Șirul Beethowen (Poarta Ecaterina, curtine, Zwingerul Croitorilor), str. Gh. Barițiu nr. 15 (curtine) și 34 (Bastionul Fierarilor). 45.6404°N 25.58568°E | sec. XIV - XVII                                               | Alte imagini          | Raportează eroare |
| BV-II-m-A-11294.02 (RAN: 40205.68.02)             | Latura nord-vestică:Bastionul Măcelarilor, Turnul Studenților, Turnul Mănușarilor, Bastionul Graft, Turnul Procuratorilor, Turnul Tipografilor, curtine, Zwingerul Măcelarilor, Zwingerul Mănușarilor, Zwingerul Procuratorilor, canalul Graft, arc de sprijin | municipiul Brașov                 | Str. Barițiu George 32 (Bastionul Măcelarilor), Str. Barițiu George 24 (Turnul Studenților), Str. Barițiu George 12, (Turnul Mănușarilor, azi turn clopotniță al Bisericii Sf. Treime-Grecească), Piața Sfatului 23/24 (Bastionul Graft), str. Mureșenilor 1 (Turnul Procuratorilor), str. Mureșenilor 9 (Turnul Tipografilor); str. Barițiu George 2-32, Piața Sfatului 19-27, str. Mureșenilor nr. 1-25 (curtine - cele interioare parțial înglobate în construcții, zwingere). 45.64253°N 25.58724°E | sec. XIV - XVII                                               | Alte imagini          | Raportează eroare |
| BV-II-m-A-11294.03 (RAN: 40205.68.03)             | Latura nord-estică: Bastionul Tăbăcarilor Roșii, fragmente supraterane și subterane de fortificații | municipiul Brașov                 | Bd. Eroilor 27, str. Republicii 53-55 (curtină și val), str. Politehnicii 3-Castelului 85 (curtină), str. Castelului 148 (Bastionul Tăbăcarilor Roșii și curtină) | sec. XIV - XVII                                               | Încarcă foto \| video | Raportează eroare |
| BV-II-m-A-11294.04 (RAN: 40205.68.04)             | Latura sud-estică: Bastionul Postăvarilor, Turn SE 1, Bastionul Funarilor, Turnul Pulberăriei, Turn SE 2, Turn SE 3, Turnul rotund, Turn SE 4, curtine, șanț, zidul de sud-est al Curții Vitelor, fundații ale zidului de sud-vest                             | municipiul Brașov                 | Str. Castelului 146 (Bastionul Postăvarilor), str. Julius Romer 4 (Bastionul Funarilor), str. Castelului 136 (Turn de apărare SE 1), Castelului 76 (Turnul Pulberăriei), str. Castelului 52 (Turn de apărare SE 2, reconstruit pe fundații originare), str. Castelului 40 (Turn de apărare SE 3, fundații), str. Castelului 32 (Turnul rotund, fundații), str. Castelului 10 (Turn de apărare SE 4, reconstruit pe fundații originare), în dreptul bastionului Postăvarilor, zidul de sud-est al Curții Vitelor, str. Castelului 2-148 (curtine), la exterior spre aleea Brediceanu Tiberiu - șanț 45.63903°N 25.59154°E | sec. XIV - XVII                                               | Alte imagini          | Raportează eroare |
| BV-II-m-A-11294.05 (RAN: 40205.68.05)             | Elemente de fortificare exterioară: Turnul Negru, Turnul Alb | municipiul Brașov                 | Dealul Romurilor (Turnul Negru - în fața Bastionului Fierarilor, Turnul Alb - în fața Bastionului Graft) 45.6426°N 25.5872°E | sec. XIV - XVII                                               | Alte imagini          | Raportează eroare |
| BV-II-s-A-11295 (RAN: 40205.252)                  | Centrul istoric - Cetatea Brașovului | municipiul Brașov                 | Delimitare: NE - Bd. Eroilor, str. Dobrogeanu Gherea; NV - canalul Graft și versantul sudic al dealului Romurilor; SV - Șirul Beethoven și Aleea Tiberiu Brediceanu, versantul nordic al dealului Tâmpa 45.64265°N 25.59101°E | sec. XIV - XX                                                 |                       | Raportează eroare |
| BV-II-s-B-11296 (RAN: 40205.254)                  | Ansamblul urban „Șcheii Brașovului” | municipiul Brașov                 | Delimitare:NE - Șirul Beethoven, Aleea Brediceanu Tiberiu; NV - versantul sudic al dealului Warthe; S și SV - versantul nordic al dealului Tâmpa, str. Constantin Brâncoveanu, Nisipului de Jos, Nisipului de Sus, Măcin, Colțul Putinarilor, Gen. Traian Moșoiu 45.63583°N 25.58°E | sec. XIV - XX                                                 |                       | Raportează eroare |
| BV-II-a-B-11297 (RAN: 40205.255)                  | Ansamblul urban „Blumăna-Dealul Cetății” | municipiul Brașov                 | Delimitare: Bd. Eroilor, str. Pictor Pop, str. Negoiu, str. Matei Basarab, str. Grădinarilor, str. Maniu Iuliu, str. Grozăvescu Traian, str. Cantacuzino, dr., str. Cuza Al. I., str. Sitei, Str. Universității; SV - Dealul Morii, Str. Bisericii Române, str. Traian, str. Cantacuzino, dr., str. Cuza Al. I., str. Felix, dr., str. Dealul de Jos, str. Eminescu Mihai, str. Iorga Nicolae 45.645°N 25.601°E | sec. XVIII - XX                                               |                       | Raportează eroare |
| BV-II-a-B-11298 (RAN: 40205.256)                  | Ansamblul urban „Brașovul Vechi” | municipiul Brașov                 | Delimitare: Bd. Eroilor, str. Eminescu Mihai, str. Dealul de Jos, str. Bisericii Române, str. Avram Iancu, str. Morii, str. Mihai Viteazul, str. Stadionului, str. Pictor Andreescu, str. Carierei 45.655°N 25.58472°E | sec. XVIII - XX                                               |                       | Raportează eroare |
| BV-II-m-B-11300                                   | Casă | municipiul Brașov                 | Bd. 15 Noiembrie 15 | sec. XVIII                                                    |                       | Raportează eroare |
| BV-II-a-A-11530 (RAN: 40205.121)                  | Ansamblul bisericii evanghelice din Obere Vorstadt | municipiul Brașov                 | Str. Baiulescu 2, str. Prundului 3 45.6381°N 25.5856°E | sec. XVIII                                                    |                       | Raportează eroare |
| BV-II-m-A-11530.02 (RAN: 40205.121.02)            | Fosta casă parohială, azi sediu al F.D.G.R. | municipiul Brașov                 | Str. Baiulescu 2 45.63843°N 25.58551°E | sec. XVIII                                                    | Alte imagini          | Raportează eroare |
| BV-II-m-B-11301 (RAN: 40205.114)                  | Casa Benkner | municipiul Brașov                 | Str. Barițiu Gh. 1-1A 45.64175°N 25.5883°E | sec. XVI - XIX                                                | Alte imagini          | Raportează eroare |
| BV-II-m-B-11302 (RAN: 40205.113)                  | Casa Ridely | municipiul Brașov                 | Str. Barițiu Gh. 2 | sec. XVI - XVIII                                              | Alte imagini          | Raportează eroare |
| BV-II-m-B-11303 (RAN: 40205.112)                  | Casă | municipiul Brașov                 | Str. Barițiu Gh. 3 | sec. XVI - XIX                                                | Alte imagini          | Raportează eroare |
| BV-II-m-B-11304 (RAN: 40205.160)                  | Casă | municipiul Brașov                 | Str. Barițiu Gh. 4 | sec. XVI - XIX                                                | Alte imagini          | Raportează eroare |
| BV-II-m-B-11305 (RAN: 40205.240)                  | Casa Valentinus Hirscher | municipiul Brașov                 | Str. Barițiu Gh. 6 | sec. XVI - XIX                                                | Alte imagini          | Raportează eroare |
| BV-II-m-B-11306 (RAN: 40205.122)                  | Casă | municipiul Brașov                 | Str. Barițiu Gh. 7 45.6408°N 25.5872°E | sec. XVI - XIX                                                | Alte imagini          | Raportează eroare |
| BV-II-a-A-11307 (RAN: 40205.159)                  | Ansamblul bisericii „Sf. Treime”-Grecească | municipiul Brașov                 | Str. Barițiu Gh. 12 45.64163°N 25.58721°E | sec. XVIII - XIX                                              | Alte imagini          | Raportează eroare |
| BV-II-m-A-11307.01 (RAN: 40205.159.01)            | Biserica „Sf. Treime”-Grecească | municipiul Brașov                 | Str. Barițiu Gh. 12 | 1786                                                          |                       | Raportează eroare |
| BV-II-m-B-11866                                   | Casa Sextil Pușcariu | municipiul Brașov                 | Str. Barițiu Gh. 12 | sec. XIX                                                      |                       | Raportează eroare |
| BV-II-m-B-11308 (RAN: 40205.187)                  | Casă | municipiul Brașov                 | Str. Barițiu Gh. 24 | sec. XVI - XVIII                                              | Alte imagini          | Raportează eroare |
| BV-II-m-B-11309 (RAN: 40205.189)                  | Casă | municipiul Brașov                 | Str. Barițiu Gh. 26 | sec. XVI - XVIII                                              | Alte imagini          | Raportează eroare |
| BV-II-m-B-11310                                   | Casă | municipiul Brașov                 | Str. Bălcescu Nicolae 2-4 | sec. XVIII - XIX                                              | Alte imagini          | Raportează eroare |
| BV-II-m-B-11311                                   | Casă | municipiul Brașov                 | Str. Bălcescu Nicolae 3 | sec. XVIII                                                    | Alte imagini          | Raportează eroare |
| BV-II-m-B-11312                                   | Casă | municipiul Brașov                 | Str. Bălcescu Nicolae 5 | cca. 1800                                                     | Alte imagini          | Raportează eroare |
| BV-II-m-B-11313                                   | Casă | municipiul Brașov                 | Str. Bălcescu Nicolae 6 | cca. 1800                                                     | Alte imagini          | Raportează eroare |
| BV-II-m-B-11314                                   | Casă | municipiul Brașov                 | Str. Bălcescu Nicolae 9 | cca. 1800                                                     | Alte imagini          | Raportează eroare |
| BV-II-m-B-11315                                   | Casă | municipiul Brașov                 | Str. Bălcescu Nicolae 10 | sec. XVIII                                                    | Alte imagini          | Raportează eroare |
| BV-II-m-B-11316 (RAN: 40205.259)                  | Casă | municipiul Brașov                 | Str. Bălcescu Nicolae 14 | sec. XVI - XIX,1798                                           | Alte imagini          | Raportează eroare |
| BV-II-m-B-11317                                   | Casa Friedrich Czell | municipiul Brașov                 | Str. Bălcescu Nicolae 15 | înc. sec. XIX                                                 | Alte imagini          | Raportează eroare |
| BV-II-m-A-11318 (RAN: 40205.198)                  | Hanul Roșu | municipiul Brașov                 | Str. Bălcescu Nicolae 16 45.6415°N 25.59261°E | 1689, sec. XIX                                                | Alte imagini          | Raportează eroare |
| BV-II-m-B-11319                                   | Casă | municipiul Brașov                 | Str. Bălcescu Nicolae 19 | sec. XVIII                                                    | Alte imagini          | Raportează eroare |
| BV-II-m-B-11320                                   | Casă | municipiul Brașov                 | Str. Bălcescu Nicolae 21 | sec. XVIII,1829                                               | Alte imagini          | Raportează eroare |
| BV-II-m-B-11321                                   | Casă | municipiul Brașov                 | Str. Bălcescu Nicolae 22 | sec. XVIII                                                    | Alte imagini          | Raportează eroare |
| BV-II-m-B-11322 (RAN: 40205.193)                  | Casa Demeter | municipiul Brașov                 | Str. Bălcescu Nicolae 23 | sec. XIX                                                      | Alte imagini          | Raportează eroare |
| BV-II-m-B-11323                                   | Casă | municipiul Brașov                 | Str. Bălcescu Nicolae 24 | sec. XVIII                                                    | Alte imagini          | Raportează eroare |
| BV-II-m-B-11324                                   | Casă | municipiul Brașov                 | Str. Bălcescu Nicolae 32 | prima jum. a sec. XIX                                         | Alte imagini          | Raportează eroare |
| BV-II-m-B-11325                                   | Casă | municipiul Brașov                 | Str. Bălcescu Nicolae 36 | prima jum. a sec. XIX                                         | Alte imagini          | Raportează eroare |
| BV-II-m-B-11326 (RAN: 40205.168, 40205.260)       | Casa Johannes Honterus | municipiul Brașov                 | Str. Bălcescu Nicolae 40 | sec. XV-XIX                                                   | Alte imagini          | Raportează eroare |
| BV-II-m-B-11327                                   | Casa Friedrich Wolf | municipiul Brașov                 | Str. Bălcescu Nicolae 42 | sec. XVIII                                                    | Alte imagini          | Raportează eroare |
| BV-II-m-B-11328                                   | Casă | municipiul Brașov                 | Str. Bălcescu Nicolae 50 | sec. XVIII                                                    | Alte imagini          | Raportează eroare |
| BV-II-m-B-11329                                   | Casă | municipiul Brașov                 | Str. Bălcescu Nicolae 51 | sec. XVIII                                                    | Alte imagini          | Raportează eroare |
| BV-II-m-B-11330                                   | Casă | municipiul Brașov                 | Str. Bălcescu Nicolae 53 | sec. XVIII                                                    | Alte imagini          | Raportează eroare |
| BV-II-m-B-11331 (RAN: 40205.154)                  | Cazarma Neagră | municipiul Brașov                 | Str. Bălcescu Nicolae 56 | 1796,1871 - 1873                                              | Alte imagini          | Raportează eroare |
| BV-II-m-B-11332                                   | Casă | municipiul Brașov                 | Str. Bălcescu Nicolae 61 | 1818,1910                                                     |                       | Raportează eroare |
| BV-II-m-B-11333                                   | Casă | municipiul Brașov                 | Str. Bălcescu Nicolae 63 | cca. 1800                                                     | Alte imagini          | Raportează eroare |
| BV-II-m-B-11334                                   | Casă | municipiul Brașov                 | Str. Bălcescu Nicolae 65 | sec. XVII                                                     | Alte imagini          | Raportează eroare |
| BV-II-m-B-11335                                   | Casă | municipiul Brașov                 | Str. Benkner Hans 2 | sec. XVIII - XIX                                              |                       | Raportează eroare |
| BV-II-a-A-11336 (RAN: 40205.89)                   | Ansamblul bisericii „Adormirea Maicii Domnului” | municipiul Brașov                 | Str. Bisericii Române 47 45.6544°N 25.5893°E | sec. XVIII - XIX                                              |                       | Raportează eroare |
| BV-II-m-A-11336.01 (RAN: 40205.89.01)             | Biserica „Adormirea Maicii Domnului” | municipiul Brașov                 | Str. Bisericii Române 47 45.6458°N 25.5963°E | 1783                                                          |                       | Raportează eroare |
| BV-II-m-B-11337                                   | Casă | municipiul Brașov                 | Str. Bisericii Sf. Nicolae 11 | 1787                                                          |                       | Raportează eroare |
| BV-II-m-B-11338                                   | Casă | municipiul Brașov                 | Str. Bisericii Sf. Nicolae 18 | 1782                                                          |                       | Raportează eroare |
| BV-II-m-B-11369                                   | Casă | municipiul Brașov                 | Str. Brâncoveanu Constantin 8 | sec. XIX                                                      | Alte imagini          | Raportează eroare |
| BV-II-m-A-11370                                   | Casă, cu fosta capelă grecească | municipiul Brașov                 | Str. Brâncoveanu Constantin 10 45.63905°N 25.58247°E | 1690,1798                                                     | Alte imagini          | Raportează eroare |
| BV-II-m-A-11371                                   | Casa Bălașa Brâncoveanu | municipiul Brașov                 | Str. Brâncoveanu Constantin 12 45.63897°N 25.58223°E | 1793                                                          | Alte imagini          | Raportează eroare |
| BV-II-m-B-11372                                   | Casă | municipiul Brașov                 | Str. Brâncoveanu Constantin 21 | cca. 1800                                                     | Alte imagini          | Raportează eroare |
| BV-II-m-A-11373 (RAN: 40205.81)                   | Fosta reședință de vară a familiei Brukenthal, azi locuință | municipiul Brașov                 | Str. Brâncoveanu Constantin 23 45.63832°N 25.58125°E | sec. XVIII,1850                                               | Alte imagini          | Raportează eroare |
| BV-II-m-B-11374                                   | Casă | municipiul Brașov                 | Str. Brâncoveanu Constantin 26 | sec. XVIII                                                    |                       | Raportează eroare |
| BV-II-m-A-11375                                   | Casa Brâncoveanu-Manolache Lambrino | municipiul Brașov                 | Str. Brâncoveanu Constantin 32 45.63798°N 25.58044°E | 1769 - 1770                                                   | Alte imagini          | Raportează eroare |
| BV-II-m-B-11376                                   | Casă și poartă de lemn | municipiul Brașov                 | Str. Brâncoveanu Constantin 35 | sec. XVIII                                                    | Alte imagini          | Raportează eroare |
| BV-II-m-B-11377                                   | Casă | municipiul Brașov                 | Str. Brâncoveanu Constantin 36 | sec. XVIII                                                    | Alte imagini          | Raportează eroare |
| BV-II-m-A-11378                                   | Casă | municipiul Brașov                 | Str. Brâncoveanu Constantin 38 | 1731                                                          | Alte imagini          | Raportează eroare |
| BV-II-m-B-11379                                   | Casă | municipiul Brașov                 | Str. Brâncoveanu Constantin 39 | sec. XVIII                                                    | Alte imagini          | Raportează eroare |
| BV-II-m-B-11380                                   | Casă | municipiul Brașov                 | Str. Brâncoveanu Constantin 40 | 1731                                                          | Alte imagini          | Raportează eroare |
| BV-II-m-B-11381                                   | Casă | municipiul Brașov                 | Str. Brâncoveanu Constantin 42 | sec. XVIII                                                    | Alte imagini          | Raportează eroare |
| BV-II-m-B-11382 (RAN: 40205.57)                   | Conacul familiei Brâncoveanu - Prinzhaus | municipiul Brașov                 | Str. Brâncoveanu Constantin 46 | sec. XVII, ref. 1800                                          | Alte imagini          | Raportează eroare |
| BV-II-m-B-11383                                   | Casă | municipiul Brașov                 | Str. Brâncoveanu Constantin 48 | sec. XVIII                                                    |                       | Raportează eroare |
| BV-II-m-B-11384                                   | Casa familiei Brâncoveanu | municipiul Brașov                 | Str. Brâncoveanu Constantin 51 | sec. XVIII                                                    |                       | Raportează eroare |
| BV-II-a-A-11339 (RAN: 40205.216)                  | Ansamblul bisericii „Sf. Treime”-Dârste | municipiul Brașov                 | Calea București 255 45.61675°N 25.65319°E | sec. XVIII                                                    | Alte imagini          | Raportează eroare |
| BV-II-m-A-11339.01 (RAN: 40205.216.01)            | Biserica „Sf. Treime”-Dârste | municipiul Brașov                 | Calea București 255 | 1783                                                          |                       | Raportează eroare |
| BV-II-m-A-11339.02 (RAN: 40205.216.02)            | Zid de incintă | municipiul Brașov                 | Calea București 255 | sec. XVIII                                                    | Încarcă foto \| video | Raportează eroare |
| BV-II-m-B-11596                                   | Hanul „La Soarele de aur”, azi Școala de muzică | municipiul Brașov                 | Str. Buzoianu, colonel 1 | 1834                                                          |                       | Raportează eroare |
| BV-II-a-B-11340 (RAN: 40205.54)                   | Ansamblul bisericii evanghelice „Blumăna” | municipiul Brașov                 | Str. Cantacuzino Ion, doctor 2-4 45.6498°N 25.6006°E | sec. XVIII - XIX                                              | Alte imagini          | Raportează eroare |
| BV-II-m-B-11340.01 (RAN: 40205.54.01)             | Biserica evanghelică | municipiul Brașov                 | Str. Cantacuzino Ion, doctor 2 | 1777                                                          |                       | Raportează eroare |
| BV-II-m-B-11340.04                                | Poartă | municipiul Brașov                 | Str. Cantacuzino Ion, doctor 2-4 | sec. XIX                                                      | Încarcă foto \| video | Raportează eroare |
| BV-II-m-B-11340.02 (RAN: 40205.54.03)             | Casa parohială evanghelică | municipiul Brașov                 | Str. Cantacuzino Ion, doctor 4 | sec. XVIII - XIX                                              | Încarcă foto \| video | Raportează eroare |
| BV-II-m-B-11341                                   | Casă | municipiul Brașov                 | Str. Castelului 5 | sec. XIX                                                      |                       | Raportează eroare |
| BV-II-m-B-11342                                   | Casă | municipiul Brașov                 | Str. Castelului 6 | cca. 1800                                                     |                       | Raportează eroare |
| BV-II-m-B-11343                                   | Casă | municipiul Brașov                 | Str. Castelului 9 | cca. 1800                                                     |                       | Raportează eroare |
| BV-II-m-B-11344                                   | Casă | municipiul Brașov                 | Str. Castelului 10 | sf. sec. XIX                                                  |                       | Raportează eroare |
| BV-II-m-B-11345                                   | Casă | municipiul Brașov                 | Str. Castelului 12 | sec. XVIII                                                    |                       | Raportează eroare |
| BV-II-m-B-11346                                   | Casă | municipiul Brașov                 | Str. Castelului 14 | 1786                                                          |                       | Raportează eroare |
| BV-II-m-B-11347                                   | Casă | municipiul Brașov                 | Str. Castelului 20 | sec. XVIII - XIX                                              |                       | Raportează eroare |
| BV-II-m-B-11348                                   | Casă | municipiul Brașov                 | Str. Castelului 22 | sf. sec. XIX                                                  |                       | Raportează eroare |
| BV-II-m-B-11349                                   | Casă | municipiul Brașov                 | Str. Castelului 30 | înc. sec. XIX                                                 |                       | Raportează eroare |
| BV-II-m-B-11350                                   | Casă | municipiul Brașov                 | Str. Castelului 31 | sec. XVIII                                                    |                       | Raportează eroare |
| BV-II-m-B-11351                                   | Casă | municipiul Brașov                 | Str. Castelului 34 | 1742,1832, 1871                                               |                       | Raportează eroare |
| BV-II-m-A-11352 (RAN: 40205.36)                   | Casă | municipiul Brașov                 | Str. Castelului 42 | 1581                                                          |                       | Raportează eroare |
| BV-II-m-B-11353                                   | Casă | municipiul Brașov                 | Str. Castelului 53 | sec. XVIII                                                    |                       | Raportează eroare |
| BV-II-m-B-11354                                   | Casă | municipiul Brașov                 | Str. Castelului 54 | cca. 1800                                                     |                       | Raportează eroare |
| BV-II-m-B-11355                                   | Poartă de lemn | municipiul Brașov                 | Str. Castelului 55 | sec. XIX                                                      |                       | Raportează eroare |
| BV-II-m-B-11356                                   | Casă | municipiul Brașov                 | Str. Castelului 59 | sec. XVIII                                                    |                       | Raportează eroare |
| BV-II-m-B-11357                                   | Casă | municipiul Brașov                 | Str. Castelului 68 | sec. XVIII                                                    |                       | Raportează eroare |
| BV-II-m-B-11358                                   | Casă | municipiul Brașov                 | Str. Castelului 72 | 1801                                                          |                       | Raportează eroare |
| BV-II-m-B-11359                                   | Casă | municipiul Brașov                 | Str. Castelului 120 | cca. 1800                                                     |                       | Raportează eroare |
| BV-II-m-B-11360                                   | Casă | municipiul Brașov                 | Str. Castelului 126 | înc. sec. XIX                                                 |                       | Raportează eroare |
| BV-II-m-B-11361                                   | Casă | municipiul Brașov                 | Str. Cerbului 14 | 1786                                                          |                       | Raportează eroare |
| BV-II-m-B-11362                                   | Casă | municipiul Brașov                 | Str. Cerbului 18 | sec. XVIII                                                    |                       | Raportează eroare |
| BV-II-m-B-11363                                   | Casă | municipiul Brașov                 | Str. Cerbului 20 | sec. XVIII                                                    |                       | Raportează eroare |
| BV-II-m-B-11364 (RAN: 40205.27)                   | Casă | municipiul Brașov                 | Str. Cerbului 22 | sec. XVI - XIX                                                |                       | Raportează eroare |
| BV-II-m-B-11365                                   | Casa Daniel Ridely | municipiul Brașov                 | Str. Cerbului 23 | sec. XVIII                                                    | Alte imagini          | Raportează eroare |
| BV-II-m-A-11366                                   | Casă | municipiul Brașov                 | Str. Cerbului 24 | 1771                                                          |                       | Raportează eroare |
| BV-II-m-B-11367 (RAN: 40205.24)                   | Casă | municipiul Brașov                 | Str. Cerbului 30 | cca. 1800                                                     |                       | Raportează eroare |
| BV-II-m-A-11368                                   | Casa cu icoană, corpurile A și B | municipiul Brașov                 | Str. Cerbului 34 | 1713                                                          |                       | Raportează eroare |
| BV-II-m-B-11385 (RAN: 40205.18)                   | Casă | municipiul Brașov                 | Str. Coresi Diaconul 2 | sec. XVI - XVIII                                              |                       | Raportează eroare |
| BV-II-m-B-11386                                   | Casă | municipiul Brașov                 | Str. Coresi Diaconul 4 | sec. XVII-XIX                                                 |                       | Raportează eroare |
| BV-II-m-B-11387                                   | Casă | municipiul Brașov                 | Str. Coresi Diaconul 6 | sec. XVIII - XIX                                              |                       | Raportează eroare |
| BV-II-m-B-11388                                   | Poartă de lemn | municipiul Brașov                 | Str. Costiței 13 | sec. XVIII                                                    |                       | Raportează eroare |
| BV-II-m-B-21054                                   | Clădirea „Olimpia” | municipiul Brașov                 | str. G. Coșbuc nr. 2 45.63728°N 25.58871°E |                                                               | Alte imagini          | Raportează eroare |
| BV-II-a-A-11389                                   | Ansamblul palatului Știrbei | municipiul Brașov                 | Str. Crișan 5 45.6495°N 25.57875°E | înc. sec. XX                                                  |                       | Raportează eroare |
| BV-II-m-A-11389.01                                | Palatul Știrbei | municipiul Brașov                 | Str. Crișan 5 | înc. sec. XX                                                  | Încarcă foto \| video | Raportează eroare |
| BV-II-m-A-11389.02                                | Parc dendrologic | municipiul Brașov                 | Str. Crișan 5 | înc. sec. XX                                                  | Încarcă foto \| video | Raportează eroare |
| BV-II-m-B-11390                                   | Casă | municipiul Brașov                 | Str. De Mijloc 2 | sec. XVIII                                                    |                       | Raportează eroare |
| BV-II-m-A-11391                                   | Casă | municipiul Brașov                 | Str. De Mijloc 28 | 1805                                                          |                       | Raportează eroare |
| BV-II-m-B-11392 (RAN: 40205.19)                   | Casă | municipiul Brașov                 | Str. De Mijloc 47 | 1681                                                          |                       | Raportează eroare |
| BV-II-a-A-11393 (RAN: 40205.115)                  | Cetățuia | municipiul Brașov                 | Str. Dealul Cetății 45.64928°N 25.59172°E | sec. XVI - XVII                                               | Alte imagini          | Raportează eroare |
| BV-II-m-A-11393.01 (RAN: 40205.115.02)            | Incinta bastionară | municipiul Brașov                 | Str. Dealul Cetății 45.64927°N 25.59176°E | sec. XVII                                                     | Alte imagini          | Raportează eroare |
| BV-II-m-A-11393.02 (RAN: 40205.115.03)            | Castelul | municipiul Brașov                 | Str. Dealul Cetății 45.6493°N 25.5918°E | sec. XVI                                                      | Alte imagini          | Raportează eroare |
| BV-II-m-A-11394 (RAN: 40205.22)                   | Biserica evanghelică „Sf. Martin” | municipiul Brașov                 | Str. Dealul de Jos 12 | sec. XIV,1795 - 1796                                          | Alte imagini          | Raportează eroare |
| BV-II-m-B-11395 (RAN: 40205.21)                   | Casa parohială evanghelică a bisericii „Sf. Martin” | municipiul Brașov                 | Str. Dealul de Jos 12 | sec. XVIII                                                    | Încarcă foto \| video | Raportează eroare |
| BV-II-m-B-11396                                   | Casă | municipiul Brașov                 | Str. Dinicu Grigoraș 1 | sec. XVIII                                                    |                       | Raportează eroare |
| BV-II-m-B-11397                                   | Casă | municipiul Brașov                 | Piața Enescu 2 | 1779                                                          |                       | Raportează eroare |
| BV-II-m-B-11398                                   | Casă | municipiul Brașov                 | Piața Enescu 6 | sf. sec. XIX                                                  |                       | Raportează eroare |
| BV-II-m-B-11399                                   | Casă | municipiul Brașov                 | Piața Enescu 7 | 1769                                                          |                       | Raportează eroare |
| BV-II-m-A-11400 (RAN: 40205.44)                   | Fost atelier de tâmplărie și depozit de marfă | municipiul Brașov                 | Piața Enescu 11 bis 45.64318°N 25.59077°E | sec. XVII-XVIII                                               |                       | Raportează eroare |
| BV-II-m-B-11401                                   | Casă | municipiul Brașov                 | Piața Enescu 12 | sec. XVIII                                                    |                       | Raportează eroare |
| BV-II-m-B-11299 (fost BV-II-m-B-1129.01)          | Capela fostului cimitir catolic | municipiul Brașov                 | Bd. Eroilor 2 45.6459°N 25.59763°E | 1829                                                          | Alte imagini          | Raportează eroare |
| BV-II-m-A-11402                                   | Fosta Prefectură, azi Rectoratul Universității | municipiul Brașov                 | Bd. Eroilor 29 45.64527°N 25.58907°E | 1881 - 1885 Peter Bartesch (arhitect)                         | Alte imagini          | Raportează eroare |
| BV-II-m-B-11403                                   | Vila Baiulescu, azi secție a Bibliotecii Județene | municipiul Brașov                 | Bd. Eroilor 33 45.64551°N 25.58793°E | 1888 - 1889 Peter Bartesch (arhitect)                         | Alte imagini          | Raportează eroare |
| BV-II-m-B-11404                                   | Fosta Cameră de Comerț, azi Biblioteca Județeană „George Barițiu” | municipiul Brașov                 | Bd. Eroilor 35 45.64572°N 25.58715°E | 1928 - 1930 Moritz Wagner și Constantin Nanescu (arhitecți)   |                       | Raportează eroare |
| BV-II-m-A-11405 (RAN: 40205.42)                   | Casă | municipiul Brașov                 | Str. Gött Johann 3 | 1654                                                          |                       | Raportează eroare |
| BV-II-m-B-11406 (RAN: 40205.41)                   | Casă | municipiul Brașov                 | Str. Gött Johann 5 | sec. XVII                                                     |                       | Raportează eroare |
| BV-II-m-B-11407 (RAN: 40205.40)                   | Casa de editură Ciurcu | municipiul Brașov                 | Str. Hirscher Apollonia 3 | sec. XVI - XVIII                                              |                       | Raportează eroare |
| BV-II-m-B-11408 (RAN: 40205.77)                   | Casă | municipiul Brașov                 | Str. Hirscher Apollonia 4 | sec. XVI - XVIII                                              |                       | Raportează eroare |
| BV-II-m-B-11409 (RAN: 40205.50)                   | Casă | municipiul Brașov                 | Str. Hirscher Apollonia 6 | sec. XVII, sec. XIX                                           |                       | Raportează eroare |
| BV-II-m-B-11410                                   | Sală de spectacole, cafenea, restaurant-Reduta, azi Centrul Cultural „Reduta” | municipiul Brașov                 | Str. Hirscher Apollonia 8 45.64093°N 25.58951°E | 1893 Christian Kertsch (inginer)                              | Alte imagini          | Raportează eroare |
| BV-II-m-B-11411 (RAN: 40205.52)                   | Casă | municipiul Brașov                 | Str. Hirscher Apollonia 9 | sec. XVI - XVIII                                              |                       | Raportează eroare |
| BV-II-a-A-11412 (RAN: 40205.76)                   | Ansamblul Biserica Neagră | municipiul Brașov                 | Curtea Honterus Johannes f.n. 45.6409°N 25.58763°E | sec. XII - XIX                                                | Alte imagini          | Raportează eroare |
| BV-II-m-A-11412.01                                | Biserica evanghelică zisă „Biserica Neagră” | municipiul Brașov                 | Curtea Honterus Johannes f.n. 45.63954°N 25.58959°E | 1383 - 1477, sec. XVI, sec. XVIII                             |                       | Raportează eroare |
| BV-II-m-A-11412.02                                | Fostul cimitir parohial, azi Curtea Johannes Honterus | municipiul Brașov                 | Curtea Honterus Johannes f.n. | sec. XII - XIX                                                | Alte imagini          | Raportează eroare |
| BV-II-m-A-11413                                   | Fosta școală de băieți, azi Corpul A al Liceului „Johannes Honterus” | municipiul Brașov                 | Curtea Honterus Johannes 1 | 1822 - 1823                                                   | Alte imagini          | Raportează eroare |
| BV-II-m-A-11414 (RAN: 40205.64)                   | Casa parohială evanghelică a parohiei „Biserica Neagră” | municipiul Brașov                 | Curtea Honterus Johannes 2 | 1388,1776                                                     | Alte imagini          | Raportează eroare |
| BV-II-m-A-11415 (RAN: 40205.74)                   | Fostul gimnaziu evanghelic, azi corpul B al Liceului „Johannes Honterus” | municipiul Brașov                 | Curtea Honterus Johannes 3 45.64052°N 25.58792°E | 1541, ref. 1743 - 1748, 1834 - 1835                           |                       | Raportează eroare |
| BV-II-m-B-11416                                   | Casă | municipiul Brașov                 | Curtea Honterus Johannes 4 45.64046°N 25.58751°E | 1780                                                          |                       | Raportează eroare |
| BV-II-m-A-11417 (RAN: 40205.85)                   | Fosta casă a predicatorilor, azi corpul C al Liceului „Johannes Honterus” | municipiul Brașov                 | Curtea Honterus Johannes 5 | 1786 - 1793, 1855                                             |                       | Raportează eroare |
| BV-II-m-B-11418                                   | Fosta casă a Rectorului, azi locuință | municipiul Brașov                 | Curtea Honterus Johannes 6 | 1772                                                          | Alte imagini          | Raportează eroare |
| BV-II-m-B-11419 (RAN: 40205.72)                   | Fosta casă a Rectorului, azi locuință | municipiul Brașov                 | Curtea Honterus Johannes 7 | 1772                                                          | Alte imagini          | Raportează eroare |
| BV-II-m-B-11420 (RAN: 40205.71)                   | Fosta casă a Rectorului, azi locuință | municipiul Brașov                 | Curtea Honterus Johannes 8 45.64067°N 25.58741°E | 1772                                                          | Alte imagini          | Raportează eroare |
| BV-II-m-B-11421 (RAN: 40205.70)                   | Casa paraclisierului | municipiul Brașov                 | Curtea Honterus Johannes 9 | sec. XVI - XIX                                                | Alte imagini          | Raportează eroare |
| BV-II-m-B-11422                                   | Palatul Poștelor | municipiul Brașov                 | Str. Iorga Nicolae 1 45.6456°N 25.5955°E | 1907                                                          |                       | Raportează eroare |
| BV-II-m-B-11423                                   | Casă | municipiul Brașov                 | Str. Lacea Constantin 26 | 1787                                                          |                       | Raportează eroare |
| BV-II-m-A-11424                                   | Casa cu icoană | municipiul Brașov                 | Str. Lacea Constantin 32 | 1773                                                          |                       | Raportează eroare |
| BV-II-m-B-11425                                   | Casă | municipiul Brașov                 | Str. Lacea Constantin 39 | sec. XVIII                                                    |                       | Raportează eroare |
| BV-II-m-B-11426 (RAN: 40205.180)                  | Hanul „La Vulturul de Aur”, azi Școala Populară de Arte | municipiul Brașov                 | Str. Lungă 1 | sec. XVIII - XIX                                              |                       | Raportează eroare |
| BV-II-a-B-11427                                   | Ansamblul cimitirului evanghelic Brașovul Vechi | municipiul Brașov                 | Str. Lungă 2 45.6475°N 25.59°E | sec. XVIII - XIX                                              | Alte imagini          | Raportează eroare |
| BV-II-m-B-11427.02                                | Capelă | municipiul Brașov                 | Str. Lungă 2 | sec. XVIII                                                    |                       | Raportează eroare |
| BV-II-m-B-11427.03                                | Zid de incintă | municipiul Brașov                 | Str. Lungă 2 | sec. XVIII                                                    |                       | Raportează eroare |
| BV-II-m-B-11427.04                                | Casa îngrijitorului | municipiul Brașov                 | Str. Lungă 2 | sec. XVIII                                                    |                       | Raportează eroare |
| BV-II-m-B-11428                                   | Casă | municipiul Brașov                 | Str. Lungă 15 | sec. XVIII                                                    |                       | Raportează eroare |
| BV-II-m-B-11429                                   | Casă | municipiul Brașov                 | Str. Lungă 17 | sec. XVIII                                                    |                       | Raportează eroare |
| BV-II-m-B-11430                                   | Casă | municipiul Brașov                 | Str. Lungă 23 | cca. 1800                                                     |                       | Raportează eroare |
| BV-II-m-B-11431                                   | Casă | municipiul Brașov                 | Str. Lungă 24 | sec. XVIII                                                    |                       | Raportează eroare |
| BV-II-m-B-11432                                   | Casă | municipiul Brașov                 | Str. Lungă 26 | 1777                                                          |                       | Raportează eroare |
| BV-II-m-B-11433                                   | Casă | municipiul Brașov                 | Str. Lungă 31 | sec. XVIII                                                    |                       | Raportează eroare |
| BV-II-m-B-11434                                   | Casă | municipiul Brașov                 | Str. Lungă 32 | sf. sec. XIX                                                  |                       | Raportează eroare |
| BV-II-m-B-11435                                   | Casă | municipiul Brașov                 | Str. Lungă 33 | cca. 1800                                                     |                       | Raportează eroare |
| BV-II-m-B-11436                                   | Casă | municipiul Brașov                 | Str. Lungă 58 | 1795                                                          |                       | Raportează eroare |
| BV-II-m-B-11437                                   | Casă | municipiul Brașov                 | Str. Lungă 69 | sf. sec. XIX                                                  |                       | Raportează eroare |
| BV-II-m-B-11438                                   | Casă | municipiul Brașov                 | Str. Lungă 70 | sec. XIX                                                      |                       | Raportează eroare |
| BV-II-m-B-11439                                   | Casă | municipiul Brașov                 | Str. Lungă 82 | sf. sec. XIX                                                  |                       | Raportează eroare |
| BV-II-m-B-11440                                   | Casă | municipiul Brașov                 | Str. Lungă 86 | sec. XVIII                                                    |                       | Raportează eroare |
| BV-II-m-B-11441                                   | Casa Michael Hann | municipiul Brașov                 | Str. Lungă 87 | sec. XIX                                                      |                       | Raportează eroare |
| BV-II-m-B-11442                                   | Casă | municipiul Brașov                 | Str. Lungă 93 | sec. XIX                                                      |                       | Raportează eroare |
| BV-II-m-B-11443                                   | Casă | municipiul Brașov                 | Str. Lungă 96 | 1788                                                          |                       | Raportează eroare |
| BV-II-m-B-11444                                   | Casă | municipiul Brașov                 | Str. Lungă 97-99 | sec. XVIII - XIX                                              |                       | Raportează eroare |
| BV-II-m-B-11445                                   | Casă | municipiul Brașov                 | Str. Lungă 102 | sec. XIX                                                      |                       | Raportează eroare |
| BV-II-m-B-11446                                   | Casă | municipiul Brașov                 | Str. Lungă 113 | înc. sec. XIX                                                 |                       | Raportează eroare |
| BV-II-m-B-11447                                   | Casă | municipiul Brașov                 | Str. Lungă 115 | sec. XVIII                                                    |                       | Raportează eroare |
| BV-II-m-B-11448                                   | Casă | municipiul Brașov                 | Str. Lungă 116 | sec. XVIII                                                    |                       | Raportează eroare |
| BV-II-m-B-11449                                   | Casă | municipiul Brașov                 | Str. Lungă 120 | sec. XIX                                                      |                       | Raportează eroare |
| BV-II-m-B-11450                                   | Casă | municipiul Brașov                 | Str. Lungă 121 | sec. XIX                                                      |                       | Raportează eroare |
| BV-II-m-B-11451                                   | Casă | municipiul Brașov                 | Str. Lungă 134-136 | înc. sec. XIX                                                 |                       | Raportează eroare |
| BV-II-m-B-11452                                   | Casă | municipiul Brașov                 | Str. Lungă 139 | înc. sec. XIX                                                 |                       | Raportează eroare |
| BV-II-m-B-11453                                   | Casă | municipiul Brașov                 | Str. Lungă 147 | sec. XVIII - XIX                                              |                       | Raportează eroare |
| BV-II-m-B-11454                                   | Casă | municipiul Brașov                 | Str. Lungă 150 | sec. XVIII - XIX                                              |                       | Raportează eroare |
| BV-II-m-B-11455                                   | Casă | municipiul Brașov                 | Str. Lungă 158 | sec. XIX                                                      |                       | Raportează eroare |
| BV-II-m-B-11456                                   | Casă | municipiul Brașov                 | Str. Lungă 167 | 1848                                                          |                       | Raportează eroare |
| BV-II-m-B-11457                                   | Casă | municipiul Brașov                 | Str. Lungă 175 | sec. XIX                                                      |                       | Raportează eroare |
| BV-II-m-B-11458                                   | Casă | municipiul Brașov                 | Str. Lungă 180 | 1785                                                          |                       | Raportează eroare |
| BV-II-m-B-11459                                   | Casă | municipiul Brașov                 | Str. Lungă 202 | sec. XVIII                                                    |                       | Raportează eroare |
| BV-II-m-B-11460                                   | Casă | municipiul Brașov                 | Str. Lungă 242 | sec. XVIII                                                    |                       | Raportează eroare |
| BV-II-a-A-11461 (RAN: 40205.99)                   | Ansamblul bisericii evanghelice „Sf. Bartolomeu” | municipiul Brașov                 | Str. Lungă 251 45.6627°N 25.5775°E | sec. XIII-XIX                                                 | Alte imagini          | Raportează eroare |
| BV-II-m-A-11461.01 (RAN: 40205.99.01)             | Biserica evanghelică „Sf. Bartolomeu” | municipiul Brașov                 | Str. Lungă 251 | sec. XIII-XIX                                                 |                       | Raportează eroare |
| BV-II-m-A-11461.03                                | Zid de incintă cu poartă | municipiul Brașov                 | Str. Lungă 251 | sec. XIII-XIX                                                 |                       | Raportează eroare |
| BV-II-m-A-11461.04                                | Casă parohială | municipiul Brașov                 | Str. Lungă 251 | 1905                                                          |                       | Raportează eroare |
| BV-II-m-B-11462 (RAN: 40205.63)                   | Biserica evanghelică maghiară Blumăna | municipiul Brașov                 | Str. Maniu Iuliu 2 45.646°N 25.5966°E | 1787                                                          | Alte imagini          | Raportează eroare |
| BV-II-m-B-11463                                   | Casă | municipiul Brașov                 | Str. Maniu Iuliu 3 45.6473°N 25.5981°E | sec. XVIII                                                    |                       | Raportează eroare |
| BV-II-m-B-11464                                   | Casă | municipiul Brașov                 | Str. Maniu Iuliu 20 | sec. XVIII                                                    |                       | Raportează eroare |
| BV-II-m-B-11465 (RAN: 40205.196)                  | Moara veche de scoarță | municipiul Brașov                 | Str. Matei Basarab 23 | sec. XVIII                                                    | Încarcă foto \| video | Raportează eroare |
| BV-II-m-B-11466                                   | Casă | municipiul Brașov                 | Str. Moșoiu Traian, general 2 | sec. XVIII                                                    |                       | Raportează eroare |
| BV-II-m-A-11467 (RAN: 40205.95)                   | Casa Schobeln | municipiul Brașov                 | Str. Mureșenilor 9 45.64363°N 25.58887°E | 1550, sec. XVIII                                              | Alte imagini          | Raportează eroare |
| BV-II-m-B-11468 (RAN: 40205.94)                   | Casa Lazar | municipiul Brașov                 | Str. Mureșenilor 15 45.64411°N 25.58911°E | sec. XVI - XIX                                                | Alte imagini          | Raportează eroare |
| BV-II-m-B-11469 (RAN: 40205.93)                   | Casa parohială a bisericii romano-catolice | municipiul Brașov                 | Str. Mureșenilor 19 | sec. XVI - XIX                                                |                       | Raportează eroare |
| BV-II-m-A-11470 (RAN: 40205.92)                   | Biserica romano-catolică „Sf. Petru și Pavel” | municipiul Brașov                 | Str. Mureșenilor 21 45.64451°N 25.58917°E | 1776 - 1782                                                   | Alte imagini          | Raportează eroare |
| BV-II-m-B-11471 (RAN: 40205.91)                   | Casă | municipiul Brașov                 | Str. Mureșenilor 23 | sec. XVI - XIX                                                | Alte imagini          | Raportează eroare |
| BV-II-m-B-11472                                   | Casă | municipiul Brașov                 | Str. Mureșenilor 25 45.64371°N 25.59026°E | sec. XIX                                                      |                       | Raportează eroare |
| BV-II-m-B-11473                                   | Cercul Ofițerilor, azi Cercul Militar | municipiul Brașov                 | Str. Mureșenilor 29 | 1936 - 1946                                                   |                       | Raportează eroare |
| BV-II-m-B-11474                                   | Casă | municipiul Brașov                 | Str. Neajlov 7 | sec. XVIII                                                    |                       | Raportează eroare |
| BV-II-m-B-11475                                   | Casă | municipiul Brașov                 | Str. Pajiștei 5 | 1887                                                          |                       | Raportează eroare |
| BV-II-m-B-11476                                   | Casă | municipiul Brașov                 | Str. Pajiștei 17 | sec. XVIII                                                    |                       | Raportează eroare |
| BV-II-m-B-11477                                   | Casă | municipiul Brașov                 | Str. Pajiștei 62 | sec. XVIII                                                    |                       | Raportează eroare |
| BV-II-m-B-11478                                   | Casă | municipiul Brașov                 | Str. Pajiștei 66 | sec. XVIII                                                    |                       | Raportează eroare |
| BV-II-m-B-11479                                   | Casa Grid | municipiul Brașov                 | Str. Pe Tocile 2 | 1773                                                          |                       | Raportează eroare |
| BV-II-m-B-20270                                   | Casă | municipiul Brașov                 | Str. Pe Tocile 15 | 1837                                                          |                       | Raportează eroare |
| BV-II-m-B-20271                                   | Poartă de lemn | municipiul Brașov                 | Str. Pe Tocile 20 | sec. XVIII                                                    | Încarcă foto \| video | Raportează eroare |
| BV-II-m-B-11480                                   | Casă și poartă de lemn | municipiul Brașov                 | Str. Pe Tocile 26 | sec. XVIII                                                    |                       | Raportează eroare |
| BV-II-m-B-11481                                   | Casă și poartă de lemn | municipiul Brașov                 | Str. Pe Tocile 33 | sec. XVIII                                                    |                       | Raportează eroare |
| BV-II-m-B-20272                                   | Poartă de lemn | municipiul Brașov                 | Str. Pe Tocile 34 | sec. XVIII                                                    | Încarcă foto \| video | Raportează eroare |
| BV-II-m-B-11482                                   | Casă și poartă de lemn | municipiul Brașov                 | Str. Pe Tocile 73 | înc. sec. XIX                                                 |                       | Raportează eroare |
| BV-II-m-B-11483 (RAN: 40205.184)                  | Poartă de lemn | municipiul Brașov                 | Str. Pe Tocile 83 | sec. XVIII                                                    |                       | Raportează eroare |
| BV-II-m-B-11484                                   | Casă | municipiul Brașov                 | Str. Pe Tocile 110 | sec. XVIII                                                    |                       | Raportează eroare |
| BV-II-m-B-11485                                   | Casă și poartă | municipiul Brașov                 | Str. Pe Tocile 116 | sec. XVIII                                                    |                       | Raportează eroare |
| BV-II-m-B-20274                                   | Casă | municipiul Brașov                 | Str. Pe Tocile 158 | sec. XVIII                                                    |                       | Raportează eroare |
| BV-II-m-B-11486                                   | Casă și poartă de lemn | municipiul Brașov                 | Str. Pe Tocile 164 | sec. XVIII                                                    | Încarcă foto \| video | Raportează eroare |
| BV-II-a-B-11487                                   | Poartă de lemn | municipiul Brașov                 | Str. Piatra Mare 59 | sec. XVIII                                                    | Încarcă foto \| video | Raportează eroare |
| BV-II-m-B-20275                                   | Casă | municipiul Brașov                 | Str. Piatra Mare 61 | sec. XVIII                                                    |                       | Raportează eroare |
| BV-II-m-B-11488                                   | Casă | municipiul Brașov                 | Str. Poarta Schei 2 | sec. XIX                                                      |                       | Raportează eroare |
| BV-II-m-B-11489                                   | Casă | municipiul Brașov                 | Str. Poarta Schei 3 | sec. XIX                                                      |                       | Raportează eroare |
| BV-II-m-B-11490                                   | Casă | municipiul Brașov                 | Str. Poarta Schei 4 45.64049°N 25.58925°E | sec. XIX                                                      |                       | Raportează eroare |
| BV-II-m-B-11491 (RAN: 40205.301)                  | Casă | municipiul Brașov                 | Str. Poarta Schei 5 | sec. XVI - XIX                                                | Alte imagini          | Raportează eroare |
| BV-II-m-B-11492                                   | Casă | municipiul Brașov                 | Str. Poarta Schei 6 45.64028°N 25.58873°E | sec. XVIII                                                    |                       | Raportează eroare |
| BV-II-m-B-11493                                   | Casă | municipiul Brașov                 | Str. Poarta Schei 7 | sec. XVIII                                                    |                       | Raportează eroare |
| BV-II-m-B-11494                                   | Casă | municipiul Brașov                 | Str. Poarta Schei 8 | sec. XIX                                                      |                       | Raportează eroare |
| BV-II-m-B-11495 (RAN: 40205.302)                  | Casa Gottlieb Fleischer | municipiul Brașov                 | Str. Poarta Schei 9 | sec. XVI, ref.1880                                            |                       | Raportează eroare |
| BV-II-m-B-11496                                   | Casă | municipiul Brașov                 | Str. Poarta Schei 10 45.64013°N 25.58834°E | sec. XIX                                                      |                       | Raportează eroare |
| BV-II-m-A-11497                                   | Casă | municipiul Brașov                 | Str. Poarta Schei 11 | 1718                                                          | Alte imagini          | Raportează eroare |
| BV-II-m-B-11498 (RAN: 40205.303)                  | Casă | municipiul Brașov                 | Str. Poarta Schei 12 | sec. XVI - XIX                                                |                       | Raportează eroare |
| BV-II-m-B-11499                                   | Casă | municipiul Brașov                 | Str. Poarta Schei 13 | cca. 1700                                                     |                       | Raportează eroare |
| BV-II-m-A-11500 (RAN: 40205.130)                  | Orfelinatul Tartler, azi grădiniță | municipiul Brașov                 | Str. Poarta Schei 14 45.63985°N 25.58774°E | 1806, 1875                                                    | Alte imagini          | Raportează eroare |
| BV-II-m-B-11501 (RAN: 40205.131)                  | Casă | municipiul Brașov                 | Str. Poarta Schei 15 | sec. XVI, sec. XVIII, sec. XIX                                |                       | Raportează eroare |
| BV-II-m-B-11502                                   | Casă | municipiul Brașov                 | Str. Poarta Schei 16 | sec. XIX                                                      |                       | Raportează eroare |
| BV-II-m-A-11503                                   | Casă | municipiul Brașov                 | Str. Poarta Schei 17 | cca. 1700, sec. XIX                                           |                       | Raportează eroare |
| BV-II-m-B-11504                                   | Casă | municipiul Brașov                 | Str. Poarta Schei 18 45.63976°N 25.5875°E | sec. XIX                                                      |                       | Raportează eroare |
| BV-II-m-B-11505                                   | Casă | municipiul Brașov                 | Str. Poarta Schei 19 | sec. XIX                                                      |                       | Raportează eroare |
| BV-II-m-B-11506                                   | Casă | municipiul Brașov                 | Str. Poarta Schei 20 | 1830                                                          | Alte imagini          | Raportează eroare |
| BV-II-m-B-11507 (RAN: 40205.134)                  | Casă | municipiul Brașov                 | Str. Poarta Schei 21 | sec. XVI - XVIII                                              |                       | Raportează eroare |
| BV-II-m-B-11508                                   | Casă | municipiul Brașov                 | Str. Poarta Schei 22 45.63954°N 25.58695°E | sec. XIX                                                      |                       | Raportează eroare |
| BV-II-m-B-11509                                   | Casă | municipiul Brașov                 | Str. Poarta Schei 23 | sec. XIX                                                      | Alte imagini          | Raportează eroare |
| BV-II-m-B-11510                                   | Casă | municipiul Brașov                 | Str. Poarta Schei 24 | sec. XIX                                                      |                       | Raportează eroare |
| BV-II-m-B-11511                                   | Casă | municipiul Brașov                 | Str. Poarta Schei 25 | sec. XVIII - XIX                                              | Alte imagini          | Raportează eroare |
| BV-II-m-B-11512                                   | Casă | municipiul Brașov                 | Str. Poarta Schei 26 | sec. XIX                                                      |                       | Raportează eroare |
| BV-II-m-B-11513                                   | Casă, azi birouri ale Comunității evreiești | municipiul Brașov                 | Str. Poarta Schei 27 | sec. XIX                                                      | Alte imagini          | Raportează eroare |
| BV-II-m-B-11514                                   | Casă | municipiul Brașov                 | Str. Poarta Schei 28 | sec. XVIII                                                    |                       | Raportează eroare |
| BV-II-m-B-11515                                   | Sinagoga neologă | municipiul Brașov                 | Str. Poarta Schei 29 45.63938°N 25.58777°E | sec. XIX                                                      | Alte imagini          | Raportează eroare |
| BV-II-m-B-11516                                   | Casă, azi birouri | municipiul Brașov                 | Str. Poarta Schei 31 | sec. XIX                                                      | Alte imagini          | Raportează eroare |
| BV-II-m-B-11517                                   | Casă | municipiul Brașov                 | Str. Poarta Schei 33 | cca. 1700                                                     |                       | Raportează eroare |
| BV-II-m-A-11518                                   | Casă | municipiul Brașov                 | Str. Poarta Schei 35 | cca. 1700                                                     |                       | Raportează eroare |
| BV-II-m-B-11519                                   | Casă | municipiul Brașov                 | Str. Poarta Schei 37 | 1783                                                          |                       | Raportează eroare |
| BV-II-m-B-11520                                   | Fosta școală de gimnastică și desen, azi Liceu sportiv | municipiul Brașov                 | Str. Poarta Schei 39 45.6389°N 25.5867°E | 1852                                                          | Alte imagini          | Raportează eroare |
| BV-II-m-B-11521                                   | Casă | municipiul Brașov                 | Str. Podul lui Grid 6 | sec. XVIII                                                    | Încarcă foto \| video | Raportează eroare |
| BV-II-m-B-11522                                   | Casă | municipiul Brașov                 | Str. Postăvarului 10 | sec. XVIII                                                    |                       | Raportează eroare |
| BV-II-m-B-11523                                   | Casă | municipiul Brașov                 | Str. Postăvarului 22 | sec. XVIII                                                    |                       | Raportează eroare |
| BV-II-m-B-11524                                   | Casă | municipiul Brașov                 | Str. Postăvarului 24 | cca. 1800                                                     |                       | Raportează eroare |
| BV-II-m-B-11525                                   | Casă | municipiul Brașov                 | Str. Postăvarului 31 | sec. XVIII                                                    |                       | Raportează eroare |
| BV-II-m-B-11526 (RAN: 40205.143)                  | Casă | municipiul Brașov                 | Str. Postăvarului 36 | sec. XVII                                                     |                       | Raportează eroare |
| BV-II-m-B-11527                                   | Casă | municipiul Brașov                 | Str. Postăvarului 37 | sec. XVIII - XIX                                              |                       | Raportează eroare |
| BV-II-m-B-11528                                   | Casă | municipiul Brașov                 | Str. Postăvarului 42 | sec. XVIII - XX                                               |                       | Raportează eroare |
| BV-II-m-B-11529                                   | Casă | municipiul Brașov                 | Str. Postăvarului 66 | sec. XVIII - XX                                               |                       | Raportează eroare |
| BV-II-m-A-11530.01 (RAN: 40205.121.01)            | Biserica evanghelică din Obere Vorstadt | municipiul Brașov                 | Str. Prundului 3 45.6381°N 25.58561°E | 1790 - 1793                                                   | Alte imagini          | Raportează eroare |
| BV-II-m-B-11531 (RAN: 40205.147)                  | Casă | municipiul Brașov                 | Str. Prundului 19 | sec. XVII                                                     |                       | Raportează eroare |
| BV-II-m-B-11532                                   | Casă | municipiul Brașov                 | Str. Prundului 25 | sec. XVIII                                                    |                       | Raportează eroare |
| BV-II-m-B-11533                                   | Casa Nicolae Teclu | municipiul Brașov                 | Str. Prundului 41 | sec. XVIII                                                    |                       | Raportează eroare |
| BV-II-m-B-11534                                   | Casa Nicolae Ciurcu | municipiul Brașov                 | Str. Prundului 57 | sec. XVIII                                                    |                       | Raportează eroare |
| BV-II-m-B-11535                                   | Casă | municipiul Brașov                 | Str. Republicii 1 45.64237°N 25.59026°E | sec. XIX                                                      | Alte imagini          | Raportează eroare |
| BV-II-m-B-11536 (RAN: 40205.162)                  | Locuință și spațiu comercial | municipiul Brașov                 | Str. Republicii 2 | 1583, 1787, sec. XIX                                          | Alte imagini          | Raportează eroare |
| BV-II-m-B-11537 (RAN: 40205.163)                  | Casă | municipiul Brașov                 | Str. Republicii 4 45.64227°N 25.59051°E | sec. XVI - XVII                                               | Alte imagini          | Raportează eroare |
| BV-II-m-B-11538                                   | Casă | municipiul Brașov                 | Str. Republicii 8 45.64239°N 25.59082°E | sec. XVIII - XIX                                              | Alte imagini          | Raportează eroare |
| BV-II-m-B-11539                                   | Casă | municipiul Brașov                 | Str. Republicii 15 | sec. XVIII - XIX                                              |                       | Raportează eroare |
| BV-II-m-A-11540 (RAN: 40205.164)                  | Casa Jekelius | municipiul Brașov                 | Str. Republicii 17 45.64305°N 25.59164°E | sec. XVI                                                      | Alte imagini          | Raportează eroare |
| BV-II-m-B-11541                                   | Casă | municipiul Brașov                 | Str. Republicii 18 | sec. XVIII                                                    | Alte imagini          | Raportează eroare |
| BV-II-m-B-11542 (RAN: 40205.165)                  | Casă | municipiul Brașov                 | Str. Republicii 22 | sec. XVI,1799, 1837                                           | Alte imagini          | Raportează eroare |
| BV-II-m-B-11543                                   | Casă | municipiul Brașov                 | Str. Republicii 29-31 | sec. XVIII                                                    | Alte imagini          | Raportează eroare |
| BV-II-m-B-11544                                   | Casă | municipiul Brașov                 | Str. Republicii 33 45.64346°N 25.59263°E | sec. XVIII - XIX                                              | Alte imagini          | Raportează eroare |
| BV-II-m-B-11545                                   | Casă | municipiul Brașov                 | Str. Republicii 35 | cca. 1800                                                     |                       | Raportează eroare |
| BV-II-m-B-11546                                   | Casa Teutsch | municipiul Brașov                 | Str. Republicii 38 | sec. XVIII                                                    | Alte imagini          | Raportează eroare |
| BV-II-m-B-11547                                   | Casă | municipiul Brașov                 | Str. Republicii 48 | sec. XVIII (locuința), sec. XIX (vitrina)                     |                       | Raportează eroare |
| BV-II-m-B-11548                                   | Casă | municipiul Brașov                 | Str. Richter Paul 2 | sec. XVIII                                                    |                       | Raportează eroare |
| BV-II-m-B-11549                                   | Casă | municipiul Brașov                 | Str. Richter Paul 9 | sec. XVIII                                                    |                       | Raportează eroare |
| BV-II-m-B-11550                                   | Casă | municipiul Brașov                 | Str. Richter Paul 11 | sec. XVIII                                                    |                       | Raportează eroare |
| BV-II-m-B-11551                                   | Casă | municipiul Brașov                 | Str. Roth Stefan Ludwig 3 | sec. XVIII - XIX                                              |                       | Raportează eroare |
| BV-II-m-B-11552                                   | Casă | municipiul Brașov                 | Str. Sadoveanu Mihail 18 | sec. XVIII                                                    |                       | Raportează eroare |
| BV-II-m-B-11553                                   | Casă | municipiul Brașov                 | Str. Saftu Vasile, dr. 3-5 | 1753                                                          |                       | Raportează eroare |
| BV-II-m-A-11554                                   | „Casa cu sfinți” | municipiul Brașov                 | Str. Saftu Vasile, dr. 15 45.63405°N 25.57898°E | 1766, 1799                                                    | Alte imagini          | Raportează eroare |
| BV-II-m-B-11555                                   | Casă și poartă | municipiul Brașov                 | Str. Saftu Vasile, dr. 27 | 1800 - 1850                                                   |                       | Raportează eroare |
| BV-II-m-B-11556                                   | Casă (corp A) | municipiul Brașov                 | Str. Saftu Vasile, dr. 42 | 1845                                                          |                       | Raportează eroare |
| BV-II-a-B-11557                                   | Ansamblul bisericii „Sf. Treime”-Pe Tocile | municipiul Brașov                 | Str. Saftu Vasile, dr. 57 45.63135°N 25.57527°E | sec. XIX - XX                                                 |                       | Raportează eroare |
| BV-II-m-B-11557.01                                | Biserica „Sf. Treime” - Pe Tocile | municipiul Brașov                 | Str. Saftu Vasile, dr. 57 45.63118°N 25.57545°E | 1824 - 1825                                                   |                       | Raportează eroare |
| BV-II-m-B-11557.02                                | Azil de bătrâni | municipiul Brașov                 | Str. Saftu Vasile, dr. 57 | sec. XIX                                                      | Încarcă foto \| video | Raportează eroare |
| BV-II-m-B-11558                                   | Casa parohială a bisericii „Sf. Treime”-Pe Tocile | municipiul Brașov                 | Str. Saftu Vasile, dr. 59 | 1781, sec. XIX                                                |                       | Raportează eroare |
| BV-II-m-B-20276                                   | Casă | municipiul Brașov                 | Str. Saftu Vasile Dr. 77 | sec. XVIII                                                    |                       | Raportează eroare |
| BV-II-a-A-11559 (RAN: 40205.205)                  | Mănăstirea franciscană | municipiul Brașov                 | Str. Sf. Ioan 7 45.64388°N 25.59166°E | 1506, 1724                                                    | Alte imagini          | Raportează eroare |
| BV-II-m-A-11559.01 (RAN: 40205.205.02)            | Biserica „Sf. Ioan” a mănăstirii franciscane | municipiul Brașov                 | Str. Sf. Ioan 7 | 1506, 1724                                                    |                       | Raportează eroare |
| BV-II-m-A-11559.02 (RAN: 40205.205.03)            | Claustru | municipiul Brașov                 | Str. Sf. Ioan 7 | 1506, 1724                                                    |                       | Raportează eroare |
| BV-II-m-B-11560 (RAN: 40205.176)                  | Casa Albrichsfeld-Kamner | municipiul Brașov                 | Piața Sfatului 1 | 1587, sec. XIX, sec. XX                                       |                       | Raportează eroare |
| BV-II-m-B-11561 (RAN: 40205.166)                  | Casa Vasady | municipiul Brașov                 | Piața Sfatului 2 45.64283°N 25.5892°E | sec. XVI - XX                                                 |                       | Raportează eroare |
| BV-II-a-B-11562 (RAN: 40205.204)                  | Ansamblul bisericii „Adormirea Maicii Domnului” | municipiul Brașov                 | Piața Sfatului 3 45.64215°N 25.58922°E | sf. sec. XIX G. Brus (arhitect)                               | Alte imagini          | Raportează eroare |
| BV-II-m-B-11562.01 (RAN: 40205.204.01)            | Biserica „Adormirea Maicii Domnului” | municipiul Brașov                 | Piața Sfatului 3 45.64281°N 25.58934°E | sf. sec. XIX                                                  |                       | Raportează eroare |
| BV-II-m-B-11562.02                                | Casa parohială | municipiul Brașov                 | Piața Sfatului 3 | sf. sec. XIX, cu pivnițe sf. sec. XVIII                       |                       | Raportează eroare |
| BV-II-m-B-11563 (RAN: 40205.239)                  | Casa Czeides | municipiul Brașov                 | Piața Sfatului 4 45.64271°N 25.58948°E | sec. XVI - XVIII                                              | Alte imagini          | Raportează eroare |
| BV-II-m-B-11564 (RAN: 40205.237)                  | Casa Wallbaum | municipiul Brașov                 | Piața Sfatului 5 45.643°N 25.591°E | sec. XVI - XVIII                                              | Alte imagini          | Raportează eroare |
| BV-II-m-B-11565 (RAN: 40205.223)                  | Casa Fabritius | municipiul Brașov                 | Piața Sfatului 6 45.6431°N 25.5912°E | sec. XVI - XIX                                                | Alte imagini          | Raportează eroare |
| BV-II-m-B-11566 (RAN: 40205.224)                  | Casa Mandl | municipiul Brașov                 | Piața Sfatului 7 45.6427°N 25.5904°E | sec. XIX                                                      | Alte imagini          | Raportează eroare |
| BV-II-m-B-11567 (RAN: 40205.225)                  | Casă | municipiul Brașov                 | Piața Sfatului 8 45.6427°N 25.5905°E | sec. XVI-XIX                                                  | Alte imagini          | Raportează eroare |
| BV-II-m-B-11568 (RAN: 40205.235)                  | Casa din curte | municipiul Brașov                 | Piața Sfatului 10 45.6425°N 25.5905°E | sec. XVIII                                                    | Alte imagini          | Raportează eroare |
| BV-II-m-A-11569 (RAN: 40205.228)                  | Casă | municipiul Brașov                 | Piața Sfatului 11 45.6422°N 25.59°E | sec. XVII - XVIII                                             | Alte imagini          | Raportează eroare |
| BV-II-m-B-11570 (RAN: 40205.229)                  | Casă | municipiul Brașov                 | Piața Sfatului 12 45.6412°N 25.59006°E | sec. XVII-XIX                                                 | Alte imagini          | Raportează eroare |
| BV-II-m-B-11571 (RAN: 40205.230)                  | Fosta farmacie „La Harap” | municipiul Brașov                 | Piața Sfatului 13 45.64196°N 25.58986°E | sec. XVII-XIX                                                 | Alte imagini          | Raportează eroare |
| BV-II-m-A-11572 (RAN: 40205.43)                   | Fostul birt „Gaura Dulce”, azi restaurant | municipiul Brașov                 | Piața Sfatului 14, cu intrarea din str. Gött Johann 45.6419°N 25.58973°E | sec. XVII                                                     |                       | Raportează eroare |
| BV-II-m-A-11573 (RAN: 40205.231)                  | Casa Negustorilor (Kaufhaus) | municipiul Brașov                 | Piața Sfatului 14 45.64169°N 25.58942°E | 1544-1545, sec. XVIII                                         | Alte imagini          | Raportează eroare |
| BV-II-m-A-11574 (RAN: 40205.232)                  | Casele Closius-Hiemesch-Giesel | municipiul Brașov                 | Piața Sfatului 15-16 45.64152°N 25.58899°E | 1566, sec. XVI, 1720, c. 1800, 1836                           | Alte imagini          | Raportează eroare |
| BV-II-m-B-11575                                   | Casa Cziegler, pe locul primei farmacii a orașului | municipiul Brașov                 | Piața Sfatului 17 45.6413°N 25.5888°E | 1512, 1781, 1829                                              | Alte imagini          | Raportează eroare |
| BV-II-m-B-11576 (RAN: 40205.234)                  | Casa Filstich-Plecker | municipiul Brașov                 | Piața Sfatului 18 45.6418°N 25.5887°E | sec. XVI - XVIII                                              | Alte imagini          | Raportează eroare |
| BV-II-m-B-11577 (RAN: 40205.222)                  | Casa Stefanovitsch | municipiul Brașov                 | Piața Sfatului 19 | sec. XIX                                                      | Alte imagini          | Raportează eroare |
| BV-II-m-B-11578 (RAN: 40205.236)                  | Casă | municipiul Brașov                 | Piața Sfatului 21 45.6419°N 25.5884°E | sec. XV - XX                                                  |                       | Raportează eroare |
| BV-II-m-B-11579 (RAN: 40205.238)                  | Casă | municipiul Brașov                 | Piața Sfatului 22 45.6419°N 25.5885°E | sec. XVI - XVIII                                              | Alte imagini          | Raportează eroare |
| BV-II-m-B-11580                                   | Palatul Safrano | municipiul Brașov                 | Piața Sfatului 23 45.6421°N 25.5885°E | sec. XIX                                                      | Alte imagini          | Raportează eroare |
| BV-II-m-B-11581                                   | Casă | municipiul Brașov                 | Piața Sfatului 24 45.6422°N 25.5886°E | sec. XVIII - XIX                                              | Alte imagini          | Raportează eroare |
| BV-II-m-A-11582                                   | Casa Mureșenilor | municipiul Brașov                 | Piața Sfatului 25 45.64237°N 25.58837°E | sec. XV - XIX                                                 | Alte imagini          | Raportează eroare |
| BV-II-m-B-20906                                   | Palatul Czell | municipiul Brașov                 | Piața Sfatului 26 45.6424°N 25.5887°E | 1903                                                          |                       | Raportează eroare |
| BV-II-m-B-11583                                   | Casa Seuler | municipiul Brașov                 | Piața Sfatului 27 45.64279°N 25.58846°E | sec. XVI - XVIII                                              |                       | Raportează eroare |
| BV-II-m-B-11584 (RAN: 40205.202)                  | Casă | municipiul Brașov                 | Piața Sfatului 28 | sec. XVI - XIX                                                | Alte imagini          | Raportează eroare |
| BV-II-m-B-11585 (RAN: 40205.203)                  | Casă | municipiul Brașov                 | Piața Sfatului 29 | sec. XVI - XIX                                                | Alte imagini          | Raportează eroare |
| BV-II-m-A-11586 (RAN: 40205.211)                  | Casa Sfatului, azi muzeu | municipiul Brașov                 | Piața Sfatului 30 45.64235°N 25.58891°E | 1420, 1770                                                    | Alte imagini          | Raportează eroare |
| BV-II-m-A-11587                                   | Liceul „Andrei Șaguna” | municipiul Brașov                 | Str. Șaguna Andrei, mitropolit 1 45.63831°N 25.58407°E | 1851                                                          |                       | Raportează eroare |
| BV-II-m-B-11588 (RAN: 40205.226)                  | Școala Popazu | municipiul Brașov                 | Str. Șaguna Andrei, mitropolit 2 | sec. XVIII                                                    |                       | Raportează eroare |
| BV-II-m-B-20277                                   | Casă | municipiul Brașov                 | Str. Țibleș 8 | sec. XVIII                                                    |                       | Raportează eroare |
| BV-II-a-A-11589 (RAN: 40205.208)                  | Ansamblul bisericii „Sf. Nicolae” din Șcheii Brașovului | municipiul Brașov                 | Piața Unirii 2 | sec. XV - XVIII                                               | Alte imagini          | Raportează eroare |
| BV-II-m-A-11589.01 (RAN: 40205.208.01)            | Biserica „Sf. Nicolae” cu paraclisele (Bunavestire și Înălțarea Domnului) | municipiul Brașov                 | Piața Unirii 2 45.6356°N 25.58134°E | sec. XV,1512 - 1515, 1583-1585, 1651, 1740 Mișu Popp (pictor) |                       | Raportează eroare |
| BV-II-m-A-11589.02 (RAN: 40205.208.02)            | Fosta școală românească, azi muzeu | municipiul Brașov                 | Piața Unirii 2 45.63581°N 25.58125°E | 1495,1597, 1760 - 1761                                        | Alte imagini          | Raportează eroare |
| BV-II-m-A-11589.03 (RAN: 40205.208.03)            | Chilii | municipiul Brașov                 | Piața Unirii 2 45.63576°N 25.58119°E | 1495,1597, 1760 - 1761                                        |                       | Raportează eroare |
| BV-II-m-A-11589.04 (RAN: 40205.208.04)            | Zid de incintă | municipiul Brașov                 | Piața Unirii 2 45.63569°N 25.58055°E | sec. XVIII                                                    |                       | Raportează eroare |
| BV-II-m-B-11590                                   | Casa Barac | municipiul Brașov                 | Piața Unirii 3 45.63562°N 25.58058°E | sec. XVIII                                                    |                       | Raportează eroare |
| BV-II-m-A-11591                                   | Casa Ciurculeț | municipiul Brașov                 | Piața Unirii 4 | 1699                                                          |                       | Raportează eroare |
| BV-II-m-B-11592                                   | Casă | municipiul Brașov                 | Piața Unirii 12 | sec. XVIII,1857                                               |                       | Raportează eroare |
| BV-II-m-B-11593                                   | Casă | municipiul Brașov                 | Str. Vrancei 3 | 1733                                                          |                       | Raportează eroare |
| BV-II-m-B-11594                                   | Casă | municipiul Brașov                 | Str. Weiss Michael 10 | 1796                                                          | Alte imagini          | Raportează eroare |
| BV-II-m-A-11595                                   | Fosta Bancă Națională Săsească, azi birouri | municipiul Brașov                 | Str. Michael Weiss 22 45.64293°N 25.59166°E | 1908 Albert Schuller (arhitect)                               | Alte imagini          | Raportează eroare |
| BV-II-a-B-11668                                   | Ansamblul „Dârste” | municipiul Brașov                 | Delimitare: S - dealul Pleașa, str. Meșotă Ioan, Dr., str. Bârsan Andrei, Fabrica de Bere; N - str. Gării |                                                               | Încarcă foto \| video | Raportează eroare |
| BV-II-a-B-11603 (RAN: 41961.04)                   | Ansamblul bisericii evanghelice fortificate | sat Bărcut; comuna Șoarș          | 243 45.99666°N 24.91916°E | sec. XV - XIX                                                 | Alte imagini          | Raportează eroare |
| BV-II-m-B-11603.01 (RAN: 41961.04.01)             | Biserica evanghelică | sat Bărcut; comuna Șoarș          | 243 | sec. XV (turn),1845 - 1846 (navă)                             |                       | Raportează eroare |
| BV-II-m-B-11603.02 (RAN: 41961.04.02)             | Incintă fortificată | sat Bărcut; comuna Șoarș          | 243 | sec. XV - XIX                                                 | Încarcă foto \| video | Raportează eroare |
| BV-II-a-B-11604                                   | Ansamblul bisericii „Adormirea Maicii Domnului” | sat Beclean; comuna Beclean       | 176-A | sec. XVIII - XIX                                              |                       | Raportează eroare |
| BV-II-m-B-11604.01 (RAN: 40553.03)                | Biserica „Adormirea Maicii Domnului” | sat Beclean; comuna Beclean       | 176-A | 1804                                                          |                       | Raportează eroare |
| BV-II-a-A-11605 (RAN: 40786.05)                   | Ansamblul bisericii evanghelice fortificate | sat Beia; comuna Cața             | 140 | sec. XVI - XIX                                                | Alte imagini          | Raportează eroare |
| BV-II-m-A-11605.01 (RAN: 40786.05.02)             | Biserica evanghelică fortificată | sat Beia; comuna Cața             | 140 | sec. XV - XVI, sec. XVII - XIX                                |                       | Raportează eroare |
| BV-II-m-A-11605.02 (RAN: 40786.05.01)             | Fragmente ale incintei fortificate, cu turnul poligonal și cel sud-estic | sat Beia; comuna Cața             | 140 | sec. XVI - XVII                                               |                       | Raportează eroare |
| BV-II-a-B-11606                                   | Ansamblul bisericii „Sf. Nicolae” | sat Bod; comuna Bod               | Str. Șaguna Andrei, mitropolit 384 | sec. XVIII - XIX                                              | Alte imagini          | Raportează eroare |
| BV-II-m-B-11606.01 (RAN: 40615.07)                | Biserica „Sf. Nicolae” | sat Bod; comuna Bod               | Str. Șaguna Andrei, mitropolit 384 | 1776                                                          |                       | Raportează eroare |
| BV-II-a-B-11607 (RAN: 40615.08)                   | Ansamblul bisericii evanghelice fortificate | sat Bod; comuna Bod               | Str. Vladimirescu Tudor 137 45.7647°N 25.6418°E | sec. XIII-XIX                                                 | Alte imagini          | Raportează eroare |
| BV-II-m-B-11607.01 (RAN: 40615.08.01)             | Biserica evanghelică | sat Bod; comuna Bod               | Str. Vladimirescu Tudor 137 | sec. XIII (turn),1806 (navă)                                  |                       | Raportează eroare |
| BV-II-m-B-11607.02 (RAN: 40615.08.02)             | Fragmente ale incintei fortificate | sat Bod; comuna Bod               | Str. Vladimirescu Tudor 137 | sec. XV                                                       | Încarcă foto \| video | Raportează eroare |
| BV-II-a-B-11608                                   | Ansamblul rural „Str. Principală” | sat Bogata Olteană; comuna Hoghiz | Str. Principală, ambele laturi | sec. XVIII - XIX                                              | Alte imagini          | Raportează eroare |
| BV-II-m-B-11609                                   | Biserica „Adormirea Maicii Domnului” | sat Bran; comuna Bran             | 273 | 1820 - 1836                                                   |                       | Raportează eroare |
| BV-II-a-A-11610 (RAN: 40642.04)                   | Ansamblul castelului Bran | sat Bran; comuna Bran             | Str. Moșoiu Traian, general 495-498 45.51108°N 25.36994°E | sec. XIV - XX Johannes Schultz și Karel Liman                 |                       | Raportează eroare |
| BV-II-m-A-11610.01 (RAN: 40642.04.01)             | Castelul Bran | sat Bran; comuna Bran             | Str. Moșoiu Traian, general 495-498 45.515°N 25.35172°E | 1377 - 1382 Johannes Schultz și Karel Liman                   |                       | Raportează eroare |
| BV-II-m-A-11610.02                                | Casa de ceai | sat Bran; comuna Bran             | Str. Moșoiu Traian, general 495-498 | înc. sec. XX                                                  |                       | Raportează eroare |
| BV-II-m-A-11610.03 (RAN: 40642.04.03)             | Fântâna | sat Bran; comuna Bran             | Str. Moșoiu Traian, general 495-498 | 1377 - 1382                                                   |                       | Raportează eroare |
| BV-II-m-A-11610.04 (RAN: 40642.04.02)             | Incinta fortificată, donjonul, turnul de poartă, turnul pulberăriei | sat Bran; comuna Bran             | Str. Moșoiu Traian, general 495-498 | 1377 - 1382                                                   |                       | Raportează eroare |
| BV-II-m-A-11610.05                                | Parc | sat Bran; comuna Bran             | Str. Moșoiu Traian, general 495-498 | înc. sec. XX                                                  |                       | Raportează eroare |
| BV-II-m-B-11611                                   | Casa Principesei Ileana | sat Bran; comuna Bran             | Str. Moșoiu Traian, general 495-498 | 1944 - 1949                                                   |                       | Raportează eroare |
| BV-II-a-B-11612 (RAN: 40642.03)                   | Ansamblul vămii Branului | sat Bran; comuna Bran             | Str. Moșoiu Traian, general 495-498 45.51389°N 25.36694°E | sec. XVI - XX                                                 |                       | Raportează eroare |
| BV-II-m-B-11612.01 (RAN: 40642.03.01)             | Vama Branului | sat Bran; comuna Bran             | Str. Moșoiu Traian, general 495-498 45.51389°N 25.36694°E | sec. XVIII                                                    |                       | Raportează eroare |
| BV-II-m-B-11612.02 (RAN: 40642.03.02)             | Incinta medievală (fragmente) | sat Bran; comuna Bran             | Str. Moșoiu Traian, general 495-498 | sec. XVI - XVII                                               | Încarcă foto \| video | Raportează eroare |
| BV-II-m-B-11612.03                                | Capela Inima Reginei Maria | sat Bran; comuna Bran             | Str. Moșoiu Traian, general 495-498 | 1947                                                          |                       | Raportează eroare |
| BV-II-a-A-11614                                   | Parcul etnografic Bran | sat Bran; comuna Bran             | Str. Moșoiu Traian, general 495-498 | 1950 - 1975                                                   |                       | Raportează eroare |
| BV-II-m-B-20908                                   | Muzeu etnografic sătesc | sat Breaza; comuna Lisa           | 131 | sec. XIX                                                      |                       | Raportează eroare |
| BV-II-a-A-11615 (RAN: 40697.02)                   | Ansamblul castelului Beldy Ladislau | sat Budila; comuna Budila         | 260 45.67177°N 25.80486°E | sec. XVIII - XIX Lajos Pákey                                  | Alte imagini          | Raportează eroare |
| BV-II-m-A-11615.01 (RAN: 40697.02.01)             | Castelul Beldy Ladislau, azi primărie | sat Budila; comuna Budila         | 260 45.6721°N 25.8045°E | 1892                                                          |                       | Raportează eroare |
| BV-II-m-A-11615.02 (RAN: 40697.02.02)             | Capelă | sat Budila; comuna Budila         | 260 45.67161°N 25.80534°E | 1762                                                          |                       | Raportează eroare |
| BV-II-m-A-11615.03                                | Parc | sat Budila; comuna Budila         | 260 | sec. XIX                                                      | Încarcă foto \| video | Raportează eroare |
| BV-II-m-A-11615.04                                | Poartă | sat Budila; comuna Budila         | 260 | sec. XIX                                                      | Încarcă foto \| video | Raportează eroare |
| BV-II-a-A-11616 (RAN: 40697.04)                   | Ansamblul castelului Beldy Pál | sat Budila; comuna Budila         | 594 45.67489°N 25.80403°E | sec. XVIII - XIX                                              |                       | Raportează eroare |
| BV-II-m-A-11616.01 (RAN: 40697.04.01)             | Castelul Beldy Pál, azi depozit al S.C. Aro Palace | sat Budila; comuna Budila         | 594 | 1731                                                          | Încarcă foto \| video | Raportează eroare |
| BV-II-m-A-11616.02                                | Parc dendrologic | sat Budila; comuna Budila         | 594 | sec. XIX                                                      | Încarcă foto \| video | Raportează eroare |
| BV-II-m-A-11616.03                                | Pavilionul Porții | sat Budila; comuna Budila         | 594 | sec. XVIII                                                    | Încarcă foto \| video | Raportează eroare |
| BV-II-a-A-11617                                   | Ansamblul castelelor Mikes și Nemes, azi gospodărie anexă S. C. Aro Palace | sat Budila; comuna Budila         | 592 | sec. XVIII - XIX                                              |                       | Raportează eroare |
| BV-II-m-A-11617.01                                | Castelul Mikes | sat Budila; comuna Budila         | 592 | sec. XIX                                                      |                       | Raportează eroare |
| BV-II-m-A-11617.02 (RAN: 40697.01)                | Castelul Nemes | sat Budila; comuna Budila         | 592 | sec. XVIII                                                    | Încarcă foto \| video | Raportează eroare |
| BV-II-m-A-11617.03 (RAN: 40697.01.02)             | Grânar | sat Budila; comuna Budila         | 592 | sec. XVIII                                                    | Încarcă foto \| video | Raportează eroare |
| BV-II-m-A-11617.04                                | Remiza pentru trăsuri | sat Budila; comuna Budila         | 592 | sec. XVIII                                                    | Încarcă foto \| video | Raportează eroare |
| BV-II-m-A-11617.05                                | Parc | sat Budila; comuna Budila         | 592 | sec. XIX                                                      | Încarcă foto \| video | Raportează eroare |
| BV-II-m-B-11618 (RAN: 40697.03)                   | Biserica „Sf. Nicolae” | sat Budila; comuna Budila         | Str. Seacă 296 45.67215°N 25.80691°E | 1734                                                          | Încarcă foto \| video | Raportează eroare |
| BV-II-a-B-11619 (RAN: 40713.13)                   | Ansamblul rural „Str. Principală” | sat Bunești; comuna Bunești       | Str. Principală, ambele laturi, de la Primărie până la intersecția cu str. Bisericii Evanghelice. 46.10721°N 25.06248°E | sec. XVIII - XIX                                              | Alte imagini          | Raportează eroare |
| BV-II-a-A-11620 (RAN: 40713.12)                   | Ansamblul bisericii evanghelice fortificate | sat Bunești; comuna Bunești       | Str. Principală 138 46.10638°N 25.05837°E | sec. XIV - XIX                                                | Alte imagini          | Raportează eroare |
| BV-II-m-A-11620.01 (RAN: 40713.12.01)             | Biserica evanghelică fortificată | sat Bunești; comuna Bunești       | Str. Principală 138 | sec. XIV - XV,1519, 1548, 1804, 1847                          |                       | Raportează eroare |
| BV-II-m-A-11620.02 (RAN: 40713.12.02)             | Incinta fortificată, cu 4 turnuri și turn al porții, zwinger | sat Bunești; comuna Bunești       | Str. Principală 138 | sec. XVI - XVII                                               |                       | Raportează eroare |
| BV-III-m-B-11855                                  | Bustul lui Șt. O. Iosif | municipiul Brașov                 | Parcul Central | sec. XX                                                       | Încarcă foto \| video | Raportează eroare |
| BV-III-m-B-11856                                  | Fântână arteziană (replică) | municipiul Brașov                 | În fața Casei Armatei | sec. XIX, replică 2007                                        |                       | Raportează eroare |
| BV-III-m-B-11857                                  | Statuia lui Johannes Honterus | municipiul Brașov                 | Curtea Honterus Johannes f.n., Lângă fațada sudică a Bisericii Negre 45.64076°N 25.58778°E | 1898 Harro Magnussen (sculptor)                               | Alte imagini          | Raportează eroare |
| BV-III-m-B-11858                                  | Bustul generalului Traian Moșoiu | sat Bran; comuna Bran             | Parcul Central | 1927                                                          |                       | Raportează eroare |
| BV-IV-m-B-11863                                   | Troița Junilor Bătrâni sau Crucea din Variște | municipiul Brașov                 | Str. Învățătorilor, la intersecția cu str. Variște | 1810                                                          |                       | Raportează eroare |
| BV-IV-m-B-11864 (RAN: 40205.312)                  | Cruce de piatră | municipiul Brașov                 | La intersecția str. Pajiștei cu str. Dr. Saftu Vasile | sec. XVIII                                                    | Încarcă foto \| video | Raportează eroare |
| BV-IV-m-B-11865                                   | Troița Junilor Roșiori | municipiul Brașov                 | Pe dealul Warthe, lângă drumul spre Poiana Brașov | sec. XIX                                                      |                       | Raportează eroare |
| BV-IV-m-B-11888                                   | Mormântul lui Virgil Onițiu (1864-1915) | municipiul Brașov                 | Str. Baiulescu Gh. 16, în cimitirul Bisericii „Cuvioasa Paraschiva”-Groaveri | 1915                                                          |                       | Raportează eroare |
| BV-IV-m-B-11889                                   | Mormântul lui Andrei Mureșianu (1816-1863) | municipiul Brașov                 | Str. Baiulescu Gh. 16, în cimitirul Bisericii „Cuvioasa Paraschiva”-Groaveri | 1863                                                          | Alte imagini          | Raportează eroare |
| BV-IV-m-A-11307.02 (RAN: 40205.159.02)            | Cimitirul bisericii „Sf. Treime”-Grecească | municipiul Brașov                 | Str. Barițiu Gh. 12 | sec. XVIII - XIX                                              |                       | Raportează eroare |
| BV-IV-m-B-11867                                   | Crucea din Cutun | municipiul Brașov                 | Str. Barițiu Gh. 12, în cimitirul bisericii „Sf. Treime”-Grecească | 1292                                                          |                       | Raportează eroare |
| BV-IV-m-B-11868                                   | Casa Ștefan Demeter | municipiul Brașov                 | Str. Barițiu Gh. 28 | sf. sec. XVIII                                                |                       | Raportează eroare |
| BV-IV-m-B-11869                                   | Casa Cincinat Pavelescu | municipiul Brașov                 | Str. Bălcescu Nicolae 26 | sec. XVIII - XIX                                              | Alte imagini          | Raportează eroare |
| BV-IV-m-B-11870                                   | Casa Adolf Meschendörfer | municipiul Brașov                 | Șirul Beethoven 1 | sec. XVIII                                                    |                       | Raportează eroare |
| BV-IV-m-B-11872                                   | Casa Dumitru Orghidan | municipiul Brașov                 | Str. Birt Ilie, căpitan 11 | sec. XIX                                                      | Încarcă foto \| video | Raportează eroare |
| BV-IV-m-B-11871                                   | Casa căpitanului Ilie Birt | municipiul Brașov                 | Str. Birt Ilie, căpitan 34, Pe Tocile 19A | sec. XVIII, modificări 2008                                   | Încarcă foto \| video | Raportează eroare |
| BV-IV-m-A-11873                                   | Troița căpitanului Ilie Birt | municipiul Brașov                 | Str. Birt Ilie, căpitan 34 | 1748, reparată 1901                                           |                       | Raportează eroare |
| BV-IV-m-A-11336.02 (RAN: 40205.89.02)             | Cimitirul bisericii „Adormirea Maicii Domnului” | municipiul Brașov                 | Str. Bisericii Române 47 | sec. XVIII - XIX                                              |                       | Raportează eroare |
| BV-IV-m-B-11340.03                                | Cripta bisericii evanghelice „Blumăna” | municipiul Brașov                 | Str. Cantacuzino Ion, doctor 2, În cimitirul bisericii evanghelice „Blumăna” | sec. XIX                                                      | Încarcă foto \| video | Raportează eroare |
| BV-IV-m-B-11340.05 (RAN: 40205.54.02)             | Cimitirul bisericii evanghelice „Blumăna” | municipiul Brașov                 | Str. Cantacuzino Ion, doctor 2 | sec. XVIII - XIX                                              |                       | Raportează eroare |
| BV-IV-m-B-11874                                   | Casa Andrei Mureșianu și Constantin Secăreanu | municipiul Brașov                 | Str. Castelului 38 | sec. XIX                                                      | Alte imagini          | Raportează eroare |
| BV-IV-m-B-11875                                   | Casa negustorului Radu Pascu | municipiul Brașov                 | Str. Castelului 41 | sec. XIX                                                      | Încarcă foto \| video | Raportează eroare |
| BV-IV-m-B-11876                                   | Casa Lang | municipiul Brașov                 | Str. Castelului 57 | sec. XVIII                                                    |                       | Raportează eroare |
| BV-IV-m-B-11877 (RAN: 40205.317)                  | Hanul Maria D. Orghidan | municipiul Brașov                 | Str. Castelului 91 | sf. sec. XVIII                                                | Încarcă foto \| video | Raportează eroare |
| BV-IV-m-B-11878 (RAN: 40205.318)                  | „Crucea Mușicoiului” | municipiul Brașov                 | Str. Curcanilor, pe Dealul Gorița | 1671                                                          |                       | Raportează eroare |
| BV-IV-m-B-11879 (RAN: 40205.319)                  | Cruce | municipiul Brașov                 | Str. Curcanilor 20 | 1781                                                          | Încarcă foto \| video | Raportează eroare |
| BV-IV-m-B-11880 (RAN: 40205.320)                  | Crucea de la Hiroadă | municipiul Brașov                 | Str. Curcanilor 29 | 1761, 1861                                                    |                       | Raportează eroare |
| BV-IV-m-B-11881                                   | Crucea de la Știm (Crucea din Grui) | municipiul Brașov                 | Str. Curcanilor 36 | 1871                                                          |                       | Raportează eroare |
| BV-IV-m-B-11882                                   | Casa pictorului Gustav Kollar | municipiul Brașov                 | Str. Dealul Spirii 26 | sec. XX                                                       | Încarcă foto \| video | Raportează eroare |
| BV-IV-m-B-11883                                   | Casa Adolf și Harald Meschendörfer | municipiul Brașov                 | Str. Demetrescu Traian 13 | sec. XX                                                       | Încarcă foto \| video | Raportează eroare |
| BV-IV-m-B-11884                                   | Casa Ciurcu | municipiul Brașov                 | Str. Hirscher Apollonia 1 | sec. XIX                                                      |                       | Raportează eroare |
| BV-IV-m-B-11885                                   | Casa David Iordache | municipiul Brașov                 | Str. Hirscher Apollonia 14 | sec. XIX                                                      |                       | Raportează eroare |
| BV-IV-m-B-11886                                   | Casa Bucur Pop | municipiul Brașov                 | Str. Hirscher Apollonia 18 | sf. sec. XVIII                                                | Alte imagini          | Raportează eroare |
| BV-IV-m-B-11887                                   | Casa Radu Olteanu | municipiul Brașov                 | Str. Iorga Nicolae 4 | sec. XX                                                       |                       | Raportează eroare |
| BV-IV-m-B-11890                                   | Casa Constantin Lacea | municipiul Brașov                 | Str. Lacea Constantin 6 | sec. XVIII                                                    |                       | Raportează eroare |
| BV-IV-m-B-11891                                   | Casa Lucian Blaga | municipiul Brașov                 | Str. Lacea Constantin 10 | sec. XIX                                                      |                       | Raportează eroare |
| BV-IV-m-B-11427.01                                | Cimitirul evanghelic „Brașovul Vechi” | municipiul Brașov                 | Str. Lungă 2 | sec. XVIII                                                    |                       | Raportează eroare |
| BV-IV-m-B-11892                                   | Fostul hotel „București” - loc memorial Alexandru Ioan Cuza | municipiul Brașov                 | Str. Lungă 5 | 1866                                                          |                       | Raportează eroare |
| BV-IV-m-B-11893                                   | Casa artistului plastic Irina Lukasz | municipiul Brașov                 | Str. Lungă 10 | sec. XX                                                       |                       | Raportează eroare |
| BV-IV-m-B-11894                                   | Casa artistului plastic Mattis Teutsch | municipiul Brașov                 | Str. Lungă 143 | sec. XX                                                       |                       | Raportează eroare |
| BV-IV-m-A-11461.02 (RAN: 40205.99.02)             | Cimitirul bisericii evanghelice „Sf. Bartolomeu” | municipiul Brașov                 | Str. Lungă 251 | sec. XIII-XIX                                                 |                       | Raportează eroare |
| BV-IV-m-B-11895                                   | Casa pictorului Ștefan Mironescu | municipiul Brașov                 | Str. Mironescu Ștefan 6 | sec. XX                                                       | Încarcă foto \| video | Raportează eroare |
| BV-IV-m-B-11896 (RAN: 40205.323)                  | Crucea de pe Cacova | municipiul Brașov                 | Str. Moșoiu Traian, general 22 | sec. XVIII                                                    |                       | Raportează eroare |
| BV-IV-m-B-11897                                   | Cruce de piatră | municipiul Brașov                 | Str. Moșoiu Traian, general 46 | 1887                                                          | Încarcă foto \| video | Raportează eroare |
| BV-IV-m-B-11898                                   | Casa Karl Hübner | municipiul Brașov                 | Str. Olteniei 1 | sec. XX                                                       |                       | Raportează eroare |
| BV-IV-m-B-11899                                   | Troiță cu cruce de piatră | municipiul Brașov                 | Str. Pajiștei 61 | 1887                                                          |                       | Raportează eroare |
| BV-IV-m-B-11900                                   | Casa Șt. O. Iosif | municipiul Brașov                 | Str. Prundului 4 45.63772°N 25.58343°E | sec. XIX                                                      | Alte imagini          | Raportează eroare |
| BV-IV-m-B-11901                                   | Casa George Barițiu | municipiul Brașov                 | Str. Republicii 43 45.64371°N 25.59312°E | sec. XIX                                                      | Alte imagini          | Raportează eroare |
| BV-IV-m-B-11557.03                                | Cimitirul bisericii „Sf. Treime”-Pe Tocile | municipiul Brașov                 | Str. Saftu Vasile, dr. 57 | sec. XIX - XX                                                 |                       | Raportează eroare |
| BV-IV-m-B-11557.04                                | Mausoleul Eroilor din 1918 | municipiul Brașov                 | Str. Saftu Vasile, dr. 57 | 1920 - 1940                                                   |                       | Raportează eroare |
| BV-IV-m-B-11902                                   | Casa Gheorghe Nica | municipiul Brașov                 | Str. Sf. Ioan 11 | sec. XX                                                       |                       | Raportează eroare |
| BV-IV-m-A-11903                                   | Troița Căpitanului Ilie Birt | municipiul Brașov                 | Piața Unirii 45.63599°N 25.57977°E | 1762                                                          | Alte imagini          | Raportează eroare |
| BV-IV-m-B-11904 (RAN: 40205.324)                  | Cruce de piatră | municipiul Brașov                 | Str. Variște f.n., Coasta Prundului | 1713                                                          | Încarcă foto \| video | Raportează eroare |
| BV-IV-m-B-11905                                   | Hanul „La îngerul auriu” | municipiul Brașov                 | Str. Weiss Michael 23 45.6434°N 25.5911°E | sec. XIX                                                      |                       | Raportează eroare |
| BV-IV-m-B-11906 (RAN: 40553.08)                   | Cruce de piatră | sat Beclean; comuna Beclean       | În centrul satului, în fața Primăriei-nr. 196 | sec. XVIII                                                    | Încarcă foto \| video | Raportează eroare |
| BV-IV-m-B-11604.02                                | Cruce de piatră | sat Beclean; comuna Beclean       | 176 -A, în curtea bisericii „Adormirea Maicii Domnului” | sec. XVIII                                                    | Încarcă foto \| video | Raportează eroare |
| BV-IV-m-B-11606.02                                | Cruce de piatră | sat Bod; comuna Bod               | Str. Șaguna Andrei, mitropolit 384, lângă biserica „Sf. Nicolae” | 1874                                                          | Încarcă foto \| video | Raportează eroare |